# 名古屋弁
名古屋弁（なごやべん）または尾張弁（おわりべん）とは、日本の愛知県西部（旧尾張国）で話される日本語の方言である。東海東山方言のうち、岐阜・愛知方言（ギア方言）に分類される。同じ愛知県であっても東部（旧三河国）で話される三河弁はアクセント・表現ともに名古屋弁と異なる点が多く、岐阜県南部で話される美濃弁の方が名古屋弁との共通点が多い。
西日本方言と東日本方言の境界地帯にあたり、アクセントは内輪東京式アクセントに分類されるが、文法は関西的要素が多い。共通語の文法も敬語を中心に関西的要素を含むが、名古屋弁の文法はさらに幾分か関西的である。もっとも、文法の根幹は共通語と同一であり、共通語を対象とした一般的な文法用語・分類をそのまま適用可能であるため、本記事でも適用する。
「名古屋弁」を「名古屋市（中心部）の方言」と定義して、「尾張弁」をそれ以外の尾張地方（特に一宮市など北尾張）の方言として区別することがあるが、本記事では尾張地方全体の方言を扱い、名古屋市（中心部）の方言のみを特に指す場合は「狭義の名古屋弁」と称する。

## 表記について
名古屋弁の発音の特徴として、共通語で「あい」または「あえ」という母音の連続（連母音）がアとエの中間に当る母音（非円唇前舌狭めの広母音）を伸ばした「えぁ」(国際音声記号:[æː]）に置き換えられることが挙げられる。これはアメリカ英語の「can」や「cat」の母音（[æ]）を長く伸ばした長母音であり、共通語には無い音である。例えば「無い」がよく「にゃあ」や「にゃー」([ɳjaː]）のように表記されるが、実際は共通語の拗音とは異なる音である。例えば「ねこがにゃあとにゃあた（猫がにゃあと鳴いた）」という文では一つ目と二つ目の「にゃあ」は表記は同じでも別の音である。前者は共通語の「にゃあ」（[ɳjaː]）と同じであり、後者は「ねえ」と「なあ」の中間の「ねぁ」（[næː]）である。本項では両者を区別するため後者の音を「エ段のかな+ぁ」で表記することとする。すなわち先の例は「ねこがにゃあとねぁた」と表記する。

## 歴史
安土桃山時代、尾張出身の織田信長と豊臣秀吉の上洛以降、二者が天下を統一したことで大勢の家臣が京へとなだれ込み、京においては高貴な身分の者も低き身分の者も、京言葉に尾張言葉が多く混じったとされる。
現代の名古屋弁の元となる言葉は、尾張徳川家によって名古屋の城下町が開発され（清洲越しも参照）、各地から流入した住民の様々な方言が混交して成立した（近世初期に新興都市の開発に伴って様々な方言が混交した歴史は、江戸・東京方言と同様）。名古屋開府以前は尾張でも三河に近い言語が話されていたとみられるが、名古屋城下で狭義の名古屋弁が発達し、尾張各地の方言がその強い影響を受けたことで、幕末までには三河との間ではっきりした差異が形成されたという。
近代以降、東京などの言葉と比較されて、「汚い」などの悪い印象を持たれることや嘲笑の対象となることが多くなり（詳しくは#名古屋弁の印象史を参照）、地元住民の間でも名古屋弁は積極的には使われなくなっている。
2009年に名古屋市が成人の市民2000人（外国人含む）を対象に行ったアンケートでは、名古屋弁について「使わない」という回答が6割となった。名古屋弁についての良い印象と悪い印象は半々で、あまり使われなくなっている現状を「残念に思う」は1割であり、「時代の流れでやむを得ない」という意見が多かった。

## 名古屋弁の種類

### 名古屋市

#### 上町（うわまち）言葉
狭義の名古屋弁。名古屋ことばとも呼ばれ、柔軟で温かみがあり、話し相手に対し丁寧かつ上品でおおらかな印象を与える。もとは清洲越しの際に名古屋へ移った富商が住む、名古屋市広小路通以北の碁盤割の城下町にて話された。昭和期まで引き継がれたが、名古屋大空襲による戦災と大胆な戦後復興による地域社会の崩壊の影響などを受け、衰退が著しく、その後下町言葉に主役を取って代わられた。
おもに6つの大きな特色がある。
1. 語尾に「なも[注釈 1]」「なもし[注釈 2]」「えも[注釈 3]」がつく - 「お丈夫だなも」「まぁ、ええかゃぁも」と語尾につけることにより、言葉の調子をやわらかくする。
2. 敬称に「さま」がつく -「おばばさま（祖母）｣「にいさま（兄）｣　「おっさま（宗派に関わらず和尚全般）」等。中流・上流家庭で用いられた言葉。また、「おばちゃま」など現代の「ちゃん」は「ちゃま」となる。
3. 古語が生きている - 「気がずつなゃぁ（窮屈な気持ち、遠慮がちな気持ち）」「おいてちょうだゃぁ（やめてちょうだい）」「米をかしてちょうゃぁ（米を研いでちょうだい）」「食べあぐむ（食べ過ぎてウンザリする）」
4. 京言葉が入っている - 「ようけ（余慶）」「ぎょうさん（仰山）」ともに『たくさん』という意味。
5. あそばせ言葉 - 「ごまゃぁすばせ（ごめんください・すみません）」「いらゃぁすばせ（いらっしゃい）」語尾の『すばせ』とは、丁寧なことばの中にも体裁をつくろう表現。主に女性が使うとされる。
6. 武家言葉 - 目上の者には「ご無礼いたしまする（非礼を詫びる意ではなく、《お先に》失礼しますの意）」「○○（名前）でござりまする」対等の者には「ござる・存ずる・参る・ほい[注釈 4]」目下の者には「ござれ・参れ・やい[注釈 5]」主に男性が使うとされる[10][11]。

#### 下町言葉
「がや、がね」を用いるのが最大の特徴。よそ行きの言葉ではなく仲間同士の内輪で使われるため、上町言葉に比べ粗雑であるとされる。もとは職人や小商人、農民が暮らす庶民の居住地域で使われていた。尾張言葉を主軸に、1610年の名古屋開府以来、周辺農村部や三河、美濃などからの移住者が持ち込んだ各地方の言葉が融合し合い、さらに都市生活の複雑な対人関係の中で、周辺農村部の言葉とは異なる独自の言葉が発達したとされる。例として「とよさん」を呼ぶ場合は、上町では「とよさま」となるところが下町では「おとよさ」とくだける。「遅くなった」と言う場合、上町では「おそうなりました」、下町では「おそなった」となる。「おそがい（恐ろしい）」「ちょうらかす」も下町ことばである。

#### その他
現在は使われないが、尾張藩の士族層では「のん」の使用など三河弁の影響が強い「武家言葉」が話され、上町言葉と類似点も多かったという。江戸時代中期から後期にかけて上町言葉や下町言葉と漸次融合し、次第に失われたとされる。
（例）そおきょん、良かったのん（そうか、良かったね）
（例）おっかそん、ごらんぜよ（母上様、ご覧ください）
また芸者屋や中村遊廓などの花街地域では、徳川宗春の時代に京や江戸から名古屋に移住した遊女や芸者や舞妓が使っていた言葉や上町言葉などの言葉が昭和初期まで名古屋の花柳界特有の言葉（遊ばせ言葉など）として存在していたが、現在ではほとんど使われていない。他にも熱田神宮がある熱田（宮宿）地域では熱田弁（宮言葉）などもあった。

### その他の地域
尾張地方の方言は、以下のように各地域によって違いがある。「名古屋市で用いられる方言」≠「尾張全域の言葉」ということを留意されたい。
- 一宮市や江南市など、北へ行くと美濃弁の要素が入り、断定の助動詞「や」や、「だがや」「だがね」の代わりに「やん」「やがー」「やがね」の使用が見られる。
- 西へ行って弥富市より木曽川を渡ると三重県に入るが、木曽岬町や桑名市長島町は名古屋弁に近い方言が用いられている。揖斐川を渡って桑名市街に入ると近畿方言に分類される伊勢弁（三重弁）の地域となり、名古屋弁との違いが大きくなる。
- 南へ行って知多半島では狭義の名古屋弁の影響がやや弱く、「〜じゃん」「〜だらあ」「〜りん」の使用や準体助詞「の」の不使用など、三河弁に近い言語が用いられている。
- 東は境川付近から三河弁の要素が入る。
- 瀬戸市には名古屋弁と似るものの東濃の方言との共通する特徴をもつ瀬戸弁がある。確認の助動詞「～やらあ」の使用、連母音のai→aːへの変化は瀬戸から東濃にかけて見られる。
- 名東区や長久手市、日進市などの尾張東部の新興住宅街は県外出身者も多く、名古屋弁の要素を失い、発音や語彙などが標準語の影響を強く受けている一方、古くからの住宅地では名古屋弁の要素が濃く残っている。

#### 北尾張
一宮市や江南市など尾張地方北部で話される方言は、北方で隣接する美濃弁の影響を強く受けている。名古屋弁の「～がや／がね」「～だで」「～だわ」「～だろう／でしょう」の代わりに、「～やん」「～やで」「～やわ」「～やろう」を使用する（割合は話者により異なる）。また名古屋市付近と比べ、否定・不可能を表す「～へん」をより多用する傾向がある。
〔例〕していない - 名古屋付近：しとらん、しとれせん（へん）、尾張北部：しとらへん、しとれへん（元来の尾張・名古屋弁では「～せん」のみ）
また、 上を「いえ」、動くを「いごく」、じゃんけんの「あいこでしょ」を「まんだのせ」（一宮市西部）と言うなど、この地域独特の方言もある。

#### 瀬戸
瀬戸市付近で話される方言は、岐阜県東濃地方で話される東濃弁との共通点を有する。確認の助動詞「～やらあ」の使用、連母音のai→aːへの変化は瀬戸から東濃にかけて見られる。《例》「今日は、サブーで、ハヨー、映画観にイコマー（今日は寒いから、早く映画を観に行こうよ）」。
この地域独特のことばも多数あり、
- 肯定の相槌 「ほや」の活用[16][17]《例》「ほやほや（そうだそうだ）」「ほやがん・ほやらー・ほやげー（そうでしょう）」「ほやもんで（なので）」
- 語尾に「やー」をつける《例》「行くやー？（行くの？）」「勉強しやー（勉強したら）」「食べんや？（食べる？）」[18]
- その他「ごんか（ヤンチャ）」、「ぐろ（角）」「ねこなし（徹夜、オールナイト）」「しゃしゃもなぁ（みっともない）」などの方言が親しまれる[15]。

#### 知多
天白川を境に尾張地方南部（知多半島）で話される方言は、三河弁との共通点を多く有し、「～じゃん」、確認の助動詞「～だらあ」や軽い命令「〜りん」を用いる。また、西三河弁と同じく中輪東京式アクセントが用いられる（知多以外の尾張地方は内輪東京式アクセント）。そのため、知多の方言を尾張ではなく西三河に分類する方言学者もいる。

### 比較表
以下に一宮市・瀬戸市・名古屋市・半田市の比較表を記す。
|                        | 尾張一宮                       | 尾張瀬戸                       | 名古屋                           | 知多半田             |
| ---------------------- | ------------------------------ | ------------------------------ | -------------------------------- | -------------------- |
| アクセント             | 内輪東京式                     | 内輪東京式                     | 内輪東京式                       | 中輪東京式           |
| 断定の助動詞           | や                             | や                             | だ                               | だ                   |
| 〜するのだ             | するんや                       | するんや                       | するんだ                         | するだ               |
| 否定・不可能           | ～ん、～へん                   | ～ん、～へん                   | ～ん、～せん、～へん             | ～ん、～せん、～へん |
| 〜ではないか           | 〜やん、〜がや、〜がね、～がー | 〜やん、〜がや、〜がね、～がー | 〜がや、〜がね、〜が－、〜がん※1 | 〜げー、〜じゃん     |
| 高い                   | たけぁ                         | たかあ                         | たけぁ                           | たかい、たけえ       |
| だろう（推量）         | やろう                         | やろう                         | だろう                           | だろう               |
| だろう（確認）         | やろう                         | やらあ                         | だろう（男） でしょう（女性）※2  | だらあ               |
| 念押しの疑問（〜よね） | 〜やんね、〜わな、〜わね       | 〜やんね、〜わな、〜わね       | 〜わな、〜わね、〜がんねえ※1     | 〜じゃんね           |
| 軽い命令（食べなよ）   | 食べやあ                       | 食べやあ                       | 食べやあ                         | 食べりん             |

※1 体言の直後は、「だがや／だわな」、用言の直後は「がや／わな」。
※2 「だろう」は粗野な言葉とされており、女性はもとより、男性でも敬語を使っていない文脈でも「だろう」の使用を避けて「でしょう」と言う機会は多い。

## 文法

### 助動詞・補助動詞

#### 断定
断定の助動詞には、「だ」が広く使用されている。「である」から「だ」に至る過渡的な形である「でぁ」も、一部の高齢層で生き残っている。
断定の否定「ではない（ではねぁ）」「じゃない（じゃねぁ）」は、一部の地域・話者で「だない（だねぁ）」と略されることがある。「では」「じゃ」から「だ」への変化は「ではない」「じゃない」に限られたものであり、ほかの「では」「じゃ」が「だ」に転ずることはない。しかし、「だ」とはならない例でも、「では」および「じゃ」という言い方は別の言い方に変えられることが多い。
〔例〕ここで遊んではダメ→×ここで遊んだダメ、◯ここで遊んでかん、◯ここで遊んだらかん
〔例〕独りでは怖い→×独りだおそがい、◯独りだとおそがい

#### 否定
動詞の否定形には、「～ん」「～せん」「～へん」の3種類を用いる。いずれも、動詞の未然形に接続する。前述の3種の使い分けは、世代・個人によって異なるが、若年層は「～ん」への統一が顕著である。
〔例〕たべん（食べない）、よめえせん（読めない）、こおへん（来ない）
名古屋弁では「〜ん」は通常の否定を表し、「～せん」「～へん」は強い否定や迷惑感のある否定を表す。「～せん」は「〜はせぬ（ん）」から変化したものであり、東京における「〜やしない」に対応するものである。この表現は近畿では明治期においてさらにサ行子音の弱化を起こし「〜へん」の形に変化したが、名古屋弁においては「近年」まで「〜せん」の形が保たれたと1971年刊行の書籍にある。ただし現在では「〜へん」の形も聞かれる。
この他、怒りの感情を含んだ非常に強い否定に「未然形+すか」もあるが、これはこの形以外に活用せず、用法も狭い。
これら否定形は、地域や話者によって様々な形が聞かれる。以下の動詞の活用別に記す。

##### 「ん」「せん」「へん」の接続
五段活用
「書く」を例とすると、「書かない」に当たる形には
- 書かん
- 書けせん
- 書かせん
- 書きゃせん
- 書けへん
- 書かへん
- 書きゃへん

などがある。「書けせん」「書けへん」は「書くことができない」というような不可能を表す意味ではない（不可能形については下の「動詞の不可能形」で詳述）。また、「書かっせん」のように促音が入るものは「書かっせる」（「書く」に対する軽い尊敬語）の否定形であり、「書かせん」とは異なる表現である。
ラ行・ワ行五段活用
ラ行・ワ行五段活用動詞では、他の五段活用動詞よりもバリエーションが増える。すなわち、「ある」「思う」を例にすれば、
- あれせん
- あらせん
- ありゃせん
- あれへん
- あらへん
- 思わん
- 思えせん
- 思わせん
- 思やせん（思うゃせんでは発音できないのでこうなる）
- 思えへん
- 思わへん

の他に、
- ああせん
- ああへん
- 思うせん
- 思うへん

のように「語幹+長音+せん（へん）」の形がある。
ただし、2音節の動詞の場合、「買う」「刈る」「沿う」「剃る」「言う」など、この形をとらないものが相当数ある。
上一段活用
「起きる」を例とすると、
- 起きん
- 起きいせん
- 起きせん
- 起きやせん
- 起きいへん

などである。
ただし、「見る」「寝る」など2音節の動詞では3番目の形がない（×見せん、×寝せん、○見いせん、○寝えせん）。
下一段活用
「負ける」を例とすると、
- 負けん
- 負けえせん
- 負けせん
- 負けやせん
- 負けえへん

などである。
来る
- こん
- こおせん
- こおへん
- きやせん
- きいせん

などである。「連用形+やせん」という起源から考えると「こおせん」という形はおかしいが、年配の話者も含めてこの形が広く使われている。
する
- せん
- せえせん
- しいせん
- せやせん
- しやせん
- せえへん
- しいへん
- しん（若年層）

などである。

##### 未然形+すか
相手に怒りや異議申し立てのような感情を込めて用いる否定語。活用の変化はしない。「〜訳がない」「〜ないに決まっているだろう」「決して〜しない」といったニュアンスになる。否定も不可能も表せる（読ますか、読めすか→読まない、読めない）。〔アクセント〕「す」の直前。
〔例〕金みてぁあらすか（金なんかない！）
〔例〕ほんなことせすか（そんなことは絶対にしないよ！）
〔例〕お酒みてぁ飲ますか（お酒など決して飲みはしない）
〔例〕あんなもん取れすか（あんなもの取れる訳がないだろう！）
〔例〕ほんなはよ走れすか（そんなに速く走れるかよ！）
〔例〕とろいことしとってあかすか（馬鹿げたことしていては駄目！←「埒があく」の否定。つまり「あかん」）

#### 過去否定
過去の否定には、未然形＋「なんだ」、未然形＋「んかった」を用いる。未然形＋「なんだ」が伝統的な形であり、未然形＋「んかった」は比較的新しい形である。
〔例〕食べなんだ、見んかった
連用形は「行かんで」「見んで」のように「んで」とする。仮定形は「な」であり、これは「ねば」の変化した形である。
〔例〕晴れな中止だでね（晴れなければ中止だからね）

#### 不可能
動詞の不可能表現は、「可能動詞のエ段+長音+せん（へん）」の形となることが多い。共通語の可能表現「〜られる」の形で終わる動詞は、名古屋弁においては原則「ら抜き」が正しい形であり、ら抜きにしなければ不自然になる。
「書く」「食べる」を例とすると、
- 書けん
- 書けえせん
- 書けえへん
- 書けれん、書けれえせん（話者によってはれ足す言葉でこのようになることもある。）
- 食べれん
- 食べれえせん
- 食べれえへん

などである。
大阪弁などにみられる「書かれへん」というような活用は名古屋弁にはない。「行かない」を例として大阪、京都、名古屋の比較をすると次のようになる。
| 標準語   | 大阪弁             | 京都弁               | 名古屋弁                                   |
| -------- | ------------------ | -------------------- | ------------------------------------------ |
| 行かない | 行けへん、行かへん | 行かへん             | 行けせん、行きゃせん、行けへん、行かへん、 |
| 行けない | 行かれへん         | 行けへん、行かれへん | 行けえせん、行けえへん                     |

#### 敬語
やあ・す
ワ行五段以外の動詞の連用形およびワ行五段動詞の語幹について二人称の尊敬語を作る。親しさと敬意を包含する。ワ行以外の五段動詞と接続した際は動詞の活用語尾と融合して拗音化する。例えば「書く+やあす」は「書きゃあす」となり、「×書きやあす」とは言わない。通用範囲は「っせる／やっせる」より狭い。二人称に対しては「やあす」、三人称に対しては「っせる／やっせる」のように使い分ける地域もある。また、完了の助動詞「た」が接続した場合、「す」が用いられることが多く、その場合「書かした」となる。また、イ音便化し「書かいた」、さらに「書けぁた」となる。
〔活用〕未然：-せ、連用：-し/-※、終止：-す、連体：-す、仮定：-せ、命令：-せ
〔アクセント〕「やあす」がついた全体が起伏型に発音される。
やあ、やあせ
上記「やあす」の命令形で接続は「やあす」と同じ。命令というより許可・推奨・後押しのニュアンスである。標準語には置き換えられない意味合いがあるため、若年層でも頻繁に使用される。ワ行以外の五段動詞に接続した際は動詞の活用語尾と融合して拗音化する。拗音化する傾向があるのではなく必ず拗音化する。対して一段動詞およびワ行五段動詞に接続した際は拗音化しない。拗音化しない傾向があるのではなく決して拗音化しない。例えば「置き（五段）+やあ」は「置きゃあ」、「起き（一段）+やあ」は「起きやあ」となる。「する」は「しやあ」、「来る」は「こやあ」となる。活用はしない。通用範囲は広く「やあす」の使われない地域でも使われる。元々は尊敬の助動詞「やあす」の命令形「やあせ」の「せ」が落ちたものであり、今日でも「せ」のついた形で使う地域、話者もおり、「せ」をつけることにより、敬語となる。
〔アクセント〕「や」に置かれる。拗音化したときはその拗音化した音節。
（さ）っせる
尊敬語を作る。二人称・三人称どちらにも使われたが、現在は三人称のみに用いる。「っせる」は五段動詞の未然形に、「さっせる」は五段動詞以外の未然形につく。「さっせる」は「やっせる」とも言う。完了の助動詞「た」が接続する場合は、例えば「行く」に対して「行かした」のようになる。補助動詞がある場合は補助動詞のほうに付く。例えば、「走っとる」+「っせる」は「走っとらっせる」であって「×走らしとる」とはならない。三人称の区別に重きを置く場合は、「みえる」を用いて、「走ってみえた」となる。
〔活用〕未然：（さ）っせ、連用：（さ）し（連用形のみ「っ」が入らない)、終止：（さ）っせる、連体：（さ）っせる、仮定：（さ）っせれ、命令：（さ）っせ
〔アクセント〕「（さ）っせる」がついた全体が起伏型に発音される。
|                    | やあ          | やあす                     | っせる               | さっせる   |
| ------------------ | ------------- | -------------------------- | -------------------- | ---------- |
| ワ行以外の五段動詞 | 連用形→拗音化 | 連用形→拗音化              | 未然形               | -          |
| ワ行五段動詞       | 語幹          | 語幹                       | 未然形               | 語幹       |
| 上一段・下一段動詞 | 連用形        | 連用形                     | -                    | 未然形     |
| する               | しやあ        | しやあす                   | さっせる／せらっせる | せさっせる |
| 書く               | 書きゃあ      | 書きゃあす                 | 書かっせる           | 書かっせる |
| 使用域             | 全域          | 北部?                      | 南部?                | 南部?      |
| 使用域             | 全域          | 人称で使い分ける地域もある |                      |            |

（さ）んす
ごく軽い敬意を表す。動詞の未然形に付き、五段動詞には「んす」、一段動詞には「さんす」が付く。尾張北部の農村部で使われるが、衰退しつつある。現在の名古屋市中心部では用いない。
ちょう・す
「くれる」の尊敬語。下さる。漢字で書けば「寵す」か。動詞には接続助詞「て」を介して接続する。
〔活用〕未然：-せ、連用：-し、終止：-す、連体：-す、仮定：-せ、命令：-せ。
〔アクセント〕「ちょうす」のついた全体が起伏型に発音される。
〔例〕買ってちょうした（買ってくださった）
ちょう「〜してちょう」の形で「〜して下さい」の意。上記「ちょうす」の命令形「ちょうせ」の「せ」の抜けたもの。活用しない。さらに縮めて「〜してちょ」とも。
〔アクセント〕「ちょ」に置かれる。「〜して」の部分は起伏型の動詞であっても平板化する。

#### その他
まい、まいか、めぁ、めぁか
「〜しよう」の後について勧誘表現であることを表す。その際「う」は脱落する。一緒に何かをしようと他人を誘うときに使う表現であり、一人で行う行動について決意表明をするような際には使わない。
|                   | 五段活用   | 上一段活用 | 下一段活用   | サ行変格活用 | カ行変格活用             |
| ----------------- | ---------- | ---------- | ------------ | ------------ | ------------------------ |
| 未然形+まい（か） | 行こまいか | 見よまいか | 食べよまいか | しよまいか   | 来よまいか（こよまいか） |

〜してまう1
〜してもらう。ワ行五段。
〔アクセント〕全体が平板に発音される。
〜してまう2
〜してしまう、〜しちゃう。ワ行五段。
〔アクセント〕「〜して」と「まう」の二つに分けて発音される。「〜して」の部分は起伏型の動詞ならばそのアクセントが残る。平板型の動詞ならば「て」にアクセントを置く。「まう」は平板型。
〜してか・ん
〜してはいけない。
〔活用〕未然：（なし）、連用：-なん（で／だ）・-んかっ（て／た）、終止：-ん、連体-ん、仮定：-な、命令：（なし）。
〜してい・らん
〜してもらわなくてよい、〜してほしくない。
〜しとる
〜している。ラ行五段。
〔アクセント〕 全体が起伏型に発音される。
〜したる1
〜してある。ラ行五段。
〔アクセント〕全体が起伏型に発音される。
〜したる2
〜してやる。ラ行五段。
〔アクセント〕 全体が平板型に発音される。
未然形+なか・ん
〜なければいけない。活用は上記「〜してかん」と同じ。「かん」を省略して「〜な」と言うこともあり、この場合、形式上は「〜しなければならない」という意見の陳述だが、実質上は少し強く促す命令表現として用いることが多い。
〔例〕早よやらな（早くやれよ）
〔アクセント〕「な」の直前。
未然形+んなら・ん
〜なければならない。活用は上記「〜してかん」と同じ。
連用形+いい
〜するのが容易である。〜しやすい。「〜やすい」と違って主体的行為を表す動詞にしか接続できない。すなわち、「壊しいい」とは言えるが「×壊れいい」とは言えない。

### 終助詞
名古屋弁には共通語にあるものに加えて様々な終助詞がある。文法的には複数の終助詞の合成が多いが、ここでは一語として扱う。疑問・反語をあらわす古典的係助詞である「か」や「や」の合成が多いのが特徴的である。
共通語においては、終助詞の前で断定の助動詞や形容動詞語尾の「だ」が省略され、名詞や形容動詞語幹に直接終助詞が接続されることがある。例えば、「そんなものさ」、「それは素敵ね」といった具合である。一方、名古屋弁においては、体言に終助詞が直接接続することはなく、かならず「だ」を伴う。したがって、下に掲げる終助詞類も、体言に接続する際には「だ」を伴って、「～だがや」「～だがね」「～だわ」のようになる。
がや
感動の終助詞の「が」に、疑問の意を表す終助詞の「や」が結んだものであり、反語的な意味を表す他、自分の意思を強く主張する表現に発展した。
(1)驚きを表す。独り言に近い。
(1a)眼前の状況に対する驚きを表す。
〔例〕雪が降っとるがや（雪が降っていることに対する驚きの表現）。
(1b)何かをひらめいたり思い出したりしたときに言う。
〔例〕いかんいかん、忘れとったがや。
(2)聞き手の行動・能力・知識に対する驚きを表す。相手に聞かす意図があり、独り言ではない。
(2a)聞き手の有能さに感心したときに言う。
〔例〕すごいがや（すごいね、そんなこともできるんだ）
(2b)聞き手の無知・無能に対する驚き。こんなことも知らない（または分からない、できない、しようとしない）のかという驚きとともに物を言うときに使う。言外に認識・行動を改めろと命令する含意がある。
〔例〕ほんなもんいかんに決まっとるがや（駄目であることを相手が知らない様子なのに驚くと同時に常識だから覚えておけと命令する含意がある）
(3)強い抗議。
〔例〕おめぁのせいで怒られてまったがや（お前のせいで怒られてしまったじゃないか）
(4)〔誤用〕メディアでは単に名古屋弁であることを示す記号として使われることがある。
〔例〕名古屋だがや
がね
感動の終助詞の「が」に同じく感動の終助詞の「な」が接続した「がな」が転訛したものである。京阪では今日でも「がな」の形を保つが、名古屋弁では大正から昭和にかけて発音が「がね」に変化した。「がや(2)(3)」と用法は近いが、響きが柔らかい。「がや(1)」の意味では使われない。元は女性語だったが、近年は男性でも使う者がある。
〔例〕おめぁさんたちたちよぉ、ホヤホヤの同好会だがね！ほんなもんに権利なんてあれせんでな！
が、があ、げ、げえ、がん
いずれも「がや」または「がね」の転で、比較的新しい語。後ろへ行くほど新しい。「がん」は特に新しく、若者の間で使われる（伝統的な名古屋弁の「がや」と三河弁あるいは全国的な若者言葉の「じゃん」が合わさったもので、伝統的な名古屋弁ではない）。「げ、げえ」は「がや(1)」の意味に限定して使われる傾向がある。
〔例〕Q.先生どこにおる？（先生はどこにいるの？）　A.そこにおるがん（そこにいるじゃないか）
がんねぇ
標準語の「だよねぇ」とほぼ等しく、相手に同意を求める言い方。名古屋の若者言葉。
〔例〕今日って学校休みだがんねぇ？
かや、けゃあ、けゃあも
「かいもし」の転訛。「かい」は疑問、「もし」は相手への呼びかけであるため、確認のニュアンスが込められる。
(1)疑いを持った驚きを表す。
〔例〕ほんとかや。
(2)朗報に接した場合の驚きを表す場合には「きゃあ」に変化する。
〔例〕（孫が大学受験に合格した報せを聞いて）ほうけゃあ。よかったなも。
ぎゃあ
マスメディアでは名古屋弁であることを分かりやすく表現するために「がや(4)」と同様に用いられるが、地元ではふざけて「変な名古屋弁」を使うとき以外には使わない。元来の名古屋弁では全く用いない表現である。ただし知多半島の一部ではこれとは別に「ぎゃあ」という語がある。
て、てえ
(1)強調表現。共通語の「って」と違い、「っ」は入らない。また、強調のみで伝聞の意味はない。
(1a)自分の意見を強調する。相手が自分と違う意見を持っているのを承知しながら「君は違う意見かしらんが、俺はこう思う」と主張する感じ。
〔例〕ウィキペディアはほんな風に使うもんだないて。
(1b)相手の気づいていない、または忘れている事実を指摘する。
〔例〕プレビューを忘れてかんてえ。
(1c)相手がこちらの話を聞き取れず聞き返されたとき、また理解していない様子のとき、言い直しや言い換えに付す。優しく言うときは上昇調、苛立ちを込めるときは下降調。
(2)〔誤用〕メディアでは単に名古屋弁ぽくするために使われることがある。
に
聞き手の知らないであろうことを伝える際に使われる。知識をひけらかす際に使われることが多いので時に自慢げに響く。「て」が意見の対立を承知しつつもあえて自分の意見を言うときに使われるのに対し、こちらは聞き手がそのことを知らない前提なので意見の対立など予想していない。常に疑問文のようなイントネーションを伴う。
〔例〕ウィキペディアはフリーなんだに（ウィキペディアはフリーなんだよ<知らなかったでしょ>）
わ
共通語の「よ」にあたる。共通語でも女性語として使用されるが、名古屋弁では性別に関係なく使われ、調査では男性の方がやや利用率が高いことが判明している。共通語では常に上がり調子だが、名古屋弁では下がり調子に発音される。
〔例〕犬が逃げてまったんだわ（犬が逃げてしまったんだよ）
わさ
共通語の「〜よ」にあたるが、こちらは相手の発言に対し呆れ気味に吐き捨てるように言う。
〔例〕（お腹が空いたと訴える相手に対し）朝ご飯食べとらな、お腹空くに決まっとるわさ（朝ごはん食べてなければ、お腹空くに決まっているよ）
よ
共通語にもある「よ」も使われるが、「がや」「て」「に」「わ」「わさ」と意味が重なるので、意味の範囲が共通語より狭い。共通語で「よ」一語で表している意味を「よ」「がや」「て」「に」「わ」「わさ」の6つに細分化して表現しているとも言える。
ね
共通語の「ね」と同様である。
と
伝聞を表す。
〔例〕それは違うと（それは違うそうだ）
んだって
新方言。伝聞として知られる共通語としての用法のみならず、話者自身・若しくは身の上での出来事を述べる際に用いられる。話者の身の回りの人物・物事について、話者の経験に基づき熟知していることを述べる時にも使用される。概ね1950年以降出生の圏内在住者間、とくに1980年代以降出生者の間にて活用される。他地方者との会話にてこの表現が滑稽に受け取られ、初めて方言であると気づく者もいる。
〔例〕今日、部活だったんだって。めっちゃ疲れた
げな
伝聞を表す。「と」よりも確度が低い、または伝聞の伝聞である場合に使われる。
〔例〕今年は景気が良うなるげな（今年は景気が良くなるそうだ）
（か）しゃん、（か）しらん
　(1)〜だろうか。〜かなあ。共通語の「〜かしら」と同じ起源と思われるが、女性語ではない。
〔例〕これでええかしゃん（これでいいだろうか）
(2)自信のない部分をぼかす表現。
〔例〕何だしゃん言っとった（よく聞こえなかったけど何か言っていた）
※「か」を略するかどうかは単に話者の癖による。前の語が動詞・形容詞ならばそのまま「か」が抜けるだけだが、前が名詞・形容動詞ならば「か」の代わりに「だ」を入れなければならない。すなわち、「行くかしらん」「行くしらん」「ウィキペディアかしらん」「ウィキペディアだしらん」とは言えるが、「×ウィキペディアしらん」とは言えない。
〜きゃ
〜か。疑問の終助詞。相手に確認をとるときに使われる。
〔例〕ほうだったきゃ。（そうだったか？）
でかん
後述の、接続助詞の「で」（〜だから）と語彙の「かん」（駄目である）の複合。先述する終助詞の「わ」をともなって「でかんわ」ということが多い。
(1)先行する命題に対する不満を表す。
〔例〕また風邪ひいてまったでかん（また風邪をひいてしまったので参った）
(2)不満でなく喜びと考えられる命題に続いて表現を強める。
〔例〕嬉しいでかん（とても嬉しい）
〔例〕ういろうはうめぁでかんわ（ういろうはとてもおいしいよ）
で
接続助詞の「で」が文末で終助詞的に使われる。「〜だからよろしくね」の後半部分が略されたような意味合いであり、関西弁の強調の「で」とは形は同じでも意味が異なるので注意が必要である。形骸化して意味が薄まっている場合もある。「よ／よう」か「ね」が後ろにつくことが多い。
〔例〕編集しといたでね。
みよ
動詞「見る」の命令形「見よ」の終助詞化したもの。眼前の状況に相手の注意を向けるために語尾につける。多く大人から子供、上司から部下のように上から下に向けて人を叱責する際に用いる。ミにアクセント。
〔例〕壊けてまったみよ（ほら見ろ、壊れてしまったじゃないか）
みやあ、みい
上記「みよ」を柔らかくした表現。こちらは対等な関係で用いられ、用法も叱責に限らない。
〔例〕変ったもんが飾ったるみやあ（見て見て、変ったものが飾ってあるよ）
なも、えも
共通語の「ですね」にあたる。名古屋弁特有の柔らかく丁寧な敬語表現。平安初期の京都に「なう」という表現があり、これが「のお」と「なあ」に分かれ、さらに「なあ」が名古屋に伝わり、そして「なあ、もし」が「なも」という方言になった。「がや」と同じく、直前が体言の場合は「だ」が付く。上町言葉では頻繁に使用されていたが、近年ではあまり聞かれない。
〔例〕よういりゃあたなも（よくいらっしゃいましたねえ）
〔例〕やっとかめだなも（お久しぶりですね）
〔例〕おおきにえも（ありがとね）

#### 「か」の省略
疑問の終助詞「か」は共通語でも名古屋弁でも一定の条件の下で省略可能だが、省略が可能になる条件が多少異なる。以下条件別に述べる。
疑問詞を伴う疑問文の文末
共通語でも名古屋弁でも省略可能。
〔例〕何をする／何をするか
疑問詞を伴わない疑問文の文末
外国人に教えるような「正しい日本語」では省略不可能だが、くだけた共通語や名古屋弁では省略されることがある。
〔例〕君は日本人か？／君は日本人？
疑問詞と「思う」「分かる」などの間
共通語では省略不可だが、名古屋弁では疑問詞を受けていれば可能。
〔例〕何をするか分からない／何する分からん
「しらん」の前
話者によっては疑問詞のあるなしに関わらず省略するが、「知らん」という動詞としてよりも、「（か）しらん」という終助詞と捉えたほうがよい。
〔例〕省略できるかしらん／省略できるしらん
上記以外
共通語でも名古屋弁でも省略不可。
〔例〕行けるかどうか分からない／行けるかどうか分からん
|                                | 共通語 | 名古屋弁 |
| ------------------------------ | ------ | -------- |
| 文末・疑問詞あり               | ○      | ○        |
| 文末・疑問詞なし               | △      | ○        |
| 「思う」などの直前・疑問詞あり | ×      | ○        |
| 上記以外                       | ×      | ×        |

### 動詞
- 可能には、共通語と異なった形が用いられる。五段動詞では、共通語で「読める」「書ける」「歩ける」というのを、それぞれ「読めれる」「書けれる」「歩けれる」という。一段動詞では、「見られる」「食べられる」を「見れる」「食べれる」という。一般に「ら抜き言葉」や「れ足す言葉」と呼ばれるものだが、名古屋弁の文法としては、正しい形である。
- 「さ入れ言葉」もある年代から下ではよく使われる。「読ませて」「書かせて」「歩かせて」はそれぞれ、「読まさして」「書かさして」「歩かさして」となる。
- 一段動詞・サ行変格動詞の命令形は、「開けよ」「せよ」のような、共通語では書き言葉となった「〜よ」の形が用いられる。ただし、一部で「〜い」の形も用いられることがある。
〔例〕そこへ掛けよ（そこに掛けろ）
〔例〕ほれみい（ほらみろ）
- 五段動詞以外の仮定形+「ば」が、東京方言などでは「りゃ（あ）」と縮約されるのに対し、「や（あ）」と縮約される。五段動詞については東京方言と同様。また、サ変は「せや（あ）」または「しや（あ）」、カ変は「こや（あ）」になる。サ変の縮約しない形は「せれば」のはずだが、実際には共通語式の「すれば」が多く、一方カ変は「これば」も聞かれる。
〔例〕掛ければ→掛けや
- 動詞の否定は「〜ない」でなく「〜ん」または「〜せん（へん）」の形をとる。否定の過去形は年配の話者は「〜なんだ／せなんだ／（へなんだ）」、若い世代は「〜んかった／せんかった／しんかった／（へんかった）」を使う。江戸時代末期までは「〜なんだ／せなんだ／（へなんだ）」がもっぱら使われていた[34]。
- 「こよった（来たものだ）」「こやがった（きやがった）」。

#### 連用形の音便
動詞の連用形が「て／た」に接続する場合、名古屋弁でも共通語でも規則的に音便を起こす。名古屋弁の音便の規則はサ行五段活用動詞を除いては共通語と同じである。
ワ行動詞の連用形に「て／た」が接続した場合、東日本では促音便、西日本ではウ音便を起すという対立があるが、名古屋弁では共通語と同じく促音便を起こす。例えば、「買う」に「た」が付いた場合は「買った」となる    。
共通語と違うのは、サ行五段活用動詞の場合である。共通語では「て／た」と接続しても音便を起さないが、名古屋弁ではイ音便を起す。すなわち、「起す」＋「て」は「おこして」でなく「おこいて」となる。

### 形容詞
- 語幹が2音節以上の形容詞で連用形の「く」が落ちる。嬉しなる、嬉して、など。これは歴史的には形容詞のウ音便形が短呼されて成立したものである。すなわち、嬉しくて→嬉しうて（発音はウレシュウテ）→嬉して。江戸時代からすでに短呼される傾向が強かった。
- 「良い」「無い」など語幹が1音節の場合は短呼されず、「よう」「のう」のようにウ音便化だけした形に留まることが多い。
- 「〜ければ」が「〜けや」と略されることがある。アクセントは常に「け」にある。東京の「〜きゃ」と音自体は似ているが、アクセントが異なる。
〔例〕やらんけやええがや（やらなきゃいいじゃないか）

### 格助詞
- 「に」よりも「へ」が好まれる傾向がある。「お先へ」などとも言う。
- 直後に「思う」「言う」などが来る場合、引用の「と」が省略されることがある。反面、断定の助動詞「だ」は共通語では「と」の前でしばしば省略されるが、名古屋弁ではあまり省略されない。すなわち「11時だと言っていた」は「11時だ言っとった」となる。
- 「〜と言って」の「と」の略された「〜いって」が慣用化して、引用の格助詞のように用いられることがある。
〔例〕どうしよういって悩んどった（どうしようかと悩んでいた）

### 副助詞
みたい（みてぁ）
など、なんか。
〔例〕俺みたいほんなとこ何度も行っとるに（俺なんかそんなところは何度も行っているよ）
て
共通語の「って」と同義だが、「っ」が入らない。
〔例〕ウィキペディアて何？（ウィキペディアって何？）

### 間投助詞
よ、よう
〜さあ。多用される。リズムを整えるだけで特に意味はない。
〔例〕昨日よう、パチンコ行ったらよう、どえらい出てまってよう……
や、やあ
これも話者によってはよく使う。軽い疑問の意味の他、語調を整えるために使われる。副助詞「て」の後ろには習慣的に付けることが多く、むしろ「てや」という一つの副助詞と捉えたほうがよいかもしれない。
〔例〕ウィキペディアてや何だったかいやあ（ウィキペディアって何だったっけねえ）

### 形式名詞
ぎし
だけ。
〔例〕あと１つぎしだでね（あと１つだけだからね）

### 接続助詞
共通語の「から」「ので」にあたる「で」「もんで」は、共通語の「ので」「もので」が連体形接続なのと異なって終止形接続なので注意。具体的には断定の助動詞「だ」と形容動詞に接続するときに「だで」「だもんで」となる。
で
順接の接続助詞。終止形接続。もっとも広く使われる。
もんで
順接の接続助詞。終止形接続。言い訳をするときなど、結論より理由に重点があるときに使われる他、「で」に比べて長いため考える時間を稼ぐために使われることもある。
に
順接の接続助詞。終止形接続。聞き手に対する命令・指示・勧誘・アドバイスに理由を付する場合に限って使われる。
けどが
逆接の接続助詞。終止形接続。共通語と同じ「けど」が使われることも多い。単独の「が」は「がや」の略された「が」と紛れるので使用されない。
〔例〕店に行ったけどが、やっとれせなんだわ（店に行ったけど、やってなかったよ）
〜んで（も）
「〜なくて（も）」の意味。未然形接続。若い世代では共通語の「〜なくて（も）」と交じり合った新方言「〜んくて（も）」を使う者もいる。
〔例〕無理せんでええよ
〜んと
「〜ないで、〜ずに」の意味。
〔例〕いつまでも起きとらんと、はよ寝やあ（いつまでも起きてないで、早く寝なさい）
| 用法               | 例                          | 「+」の位置に入れることが可能か | 「+」の位置に入れることが可能か | 「+」の位置に入れることが可能か |
| 用法               | 例                          | で                              | もんで                          | に                              |
| ------------------ | --------------------------- | ------------------------------- | ------------------------------- | ------------------------------- |
| 言い訳※1           | 寝坊した+遅刻した           | ×                               | ○                               | ×                               |
| 指示の理由         | いま行く+待っとって         | ○                               | ×※2                             | ○                               |
| 指示の理由（倒置） | 待っとって、いま行く+       | ○                               | ×※2                             | ○                               |
| 論理的推量※3       | 閏年だ+29日がある           | ○                               | ○                               | ×                               |
| 文末※4             | 時間ない+「ね」などの終助詞 | ○                               | ○                               | ×※5                             |

※1 遅刻したことはすでに明らかであり、話者の訴えたいことは遅刻の理由が寝坊であることなので、「もんで」が使われる。「で」を使うと言い訳というより開き直った感じになる。
※2 不可能ではないがあまり言わない。
※3 「29日のあるのは閏年だからだ」のような感じで理由に重点があるときは「もんで」が、「29日がある」という結論に重点があるときは「で」が使われる。
※4 呼びかけのときには「で」を使い、応答のときには「もんで」を使う。
※5 文末に付く「に」は接続助詞ではなく終助詞の「に」であり、別の語である。

### 接尾辞
複数を表す接尾辞「達」は、名古屋弁ではたあ、んたあ、んたらあなどの形をとる。また、同じく「ら」はらあのように伸ばす。

## 発音

### 四つ仮名
四つ仮名については共通語と同様である。すなわち、「じ」と「ぢ」、「ず」と「づ」の区別がそれぞれ無い。

### 鼻濁音
鼻濁音については、用いる地域と用いない地域が入り乱れている。しかし、若年層ではほぼ用いられていない。

### 連母音の変化
aiおよびaeという連母音がaとeの中間の母音を伸ばしたもの（æː）、またはæɘに転じることがある。例えば、「…じゃない」という表現は「…だねぁ」または「…じゃねぁ」となる。よく便宜的に「にゃあ」と表記されるが、共通語の拗音とは異なる音である。また、変化するのは母音だけで子音は変化しない。例えば「とろくさい」が「とろくせぁ」となった場合、子音はʃにはならずsのままである。この連母音変化は愛知県尾張の平野部から岐阜県美濃地方にかけての地域で起こる。
また、oiという連母音はオェ（øːまたはöː）に、uiという連母音ははウィ（yːまたはüː）に変化することがある。前述のエァを加えると、名古屋市付近一帯は全国一の8母音をもつ地域である。
瀬戸市付近では、以上とは異なった連母音変化が起こる。瀬戸市から岐阜県の多治見市・瑞浪市付近では、「赤い」→「あかあ」など、aiがaːに変化し、uiはuːに、oiはoːに変化する。瀬戸市と名古屋市の中間に位置する長久手市や尾張旭市では、名古屋式と瀬戸式の発音が混在する。
なお、これらの連母音融合は、いずれも丁寧な発音では元のai、ui、oiに戻るものである。
この項目では伝統的な名古屋弁を描写する観点から記述しているが、実際にはこの母音の変化は若年層の自然な会話からはほぼ失われている。高齢層においても日常的な語彙に限られ、耳慣れない語は共通語式に発音される。したがって、メディアにおけるイメージのように「カベライト」を「カベレァト」のように商品名を名古屋弁式に発音することは現実にはほとんど無い。エビフライは日常的な語彙だが、名古屋弁のステレオタイプとして有名になりすぎたためエビフレァとの発音は避ける傾向にある。

### 拗音
拗音の発音は共通語と同様である。上記の連母音の変化したものが便宜的に拗音のように表記されることがある（例：「エビフリャー」）が、表記上だけのことである。共通語と共通する語彙にも名古屋弁独自の語彙にも拗音を持つ語はあり、それらは名古屋弁でも拗音で発音される。例えば蒟蒻はあくまでコンニャクであり、×コンネァクと発音されることはない。

### 音便の変化
- 形容詞連用形がウ音便短呼形（ク抜き）になる。〔例〕高くなる→たかなる（近畿方言では「たこうなる」）※ただし例外的にウ音便を保ったままの言葉も存在する。〔例〕早くに→はように、良くなる→ようなる、無くなる→のうなる、等。
- 形容詞連用形の後に動詞が続くときはウ音便を保つ。〔例〕軽く擦る→軽う擦る、大きく書く→大きゅう書く（ただし現在では共通語の強い影響で殆ど聞かれなくなった）
- サ行五段動詞がイ音便を起こすことがある。〔例〕話して→話いて（はないて）
- 上記の連母音の変化と複合して起こることもある。〔例〕話して→話ぁて（はねぁて）

### 子音の変化
- しばしばサ行音のハ行音化（サ行子音の弱化）が起こる。ただし近畿方言ほど明確ではない。
〔例〕しちや（質屋）→ひちや、しちじ（7時）→ひちじ、それで→ほんで、来おせん→来おへん
- 時折マ行音のバ行音化が起こる。こちらも近畿方言ほどではない。
〔例〕寒い→さぶい、ひつまむし→ひつまぶし

### アクセント
名古屋弁のアクセントの特徴を短く表せば、「共通語より遅れてピッチが上がり、共通語と同じ位置で下がる（ことが多い）」である。以下、共通語のアクセントについての知識があることを前提に詳述する。
名古屋弁と共通語とのアクセントの違いは次の2つに分けられる。
1. ピッチの上がり目
2. ピッチの下がり目

「名古屋弁らしさ」の正体は、2よりも1である。名古屋弁話者は2には自覚的でも1には無自覚なことが多いので、本人は共通語を話しているつもりでもこの特徴によって名古屋弁話者であることが分かる。俗に「イントネーションが違う」と言われるが、正確にはイントネーションではない。
共通語の語は、アクセントの核の位置によって、頭高型・中高型・尾高型・平板型の4つに分類されるが、この分類は名古屋弁でも成り立つので、以下の説明にも用いる。

#### ピッチの上がり目
共通語においては、特殊拍を含む場合を除いて、単語の第1音節と第2音節は必ずピッチが異なるという規則があるが（句音調も参照）、名古屋弁ではこれが当てはまらない。共通語では、第1音節が高く第2音節が低くなる（頭高型）か、第1音節が低く第2音節が高くなるかのどちらかである。名古屋弁でも頭高型は第2音節が下がるものの、それ以外（共通語では第1音節が低く第2音節が高くなるもの）では第1音節と第2音節のピッチが同じになり、ピッチの上がり目がアクセント核の直前または第3音節の直前に来る。
型別に述べれば下記のとおりである。
- 頭高型では共通語と同様に第1音節のみが高く、以降が低く発音される。
- 3音節の中高型では第2音節のみが高く発音される。
- 4音節以上の中高型では以下の2種が認められる。
  1. アクセントの核のある音節の前までが低く、核のある音節のみ高く、以降再び低く発音される。この違いは複合語――アクセントの上では一語として発音される――で顕著になる。例えば「ウィキメディア財団」は、共通語では「うぃきめでぃあざいだん」と第2音節から第6音節までが高くなるが、名古屋弁では「うぃきめでぃあざいだん」または「うぃきめでぃあぜぁだん」と第6音節のみが高く発音される。
  2. 第3音節目より上がって発音される。上記の例では「うぃきめでぃあざいだん」または「うぃきめでぃあぜぁだん」。この種を採用する場合、尾高型、平板型も同様のルールとなる。
- 尾高型も中高型と同様である。例えば「男が」は共通語では「おとこが」だが、名古屋弁では「おとこが」である。
- 平板型では第1音節から第2音節までが低く、以降が高く発音される。例えば「名古屋弁が」は共通語では「なごやべんが」だが、名古屋弁では「なごやべんが」である。

#### ピッチの下がり目
共通語でも名古屋弁でも同音異義語を区別するのはピッチの下がり目である。下がり目の直前の音節をアクセント核と言う。一般にアクセントと言った場合、これを指す。共通語においては、動詞・形容詞の一類（言う・上がる・捨てる・赤い・危ない等）は平板に発音され、二類（打つ・動く・落ちる・早い・少ない等）は語尾のひとつ前の音節にアクセント核が置かれる（このようになる語を「起伏型」の語と呼ぶ）。しかし名古屋弁ではこの区別が一部でなくなり、一類が二類と同じように起伏型になることがある。また、終止形で平板型の動詞が、活用によっては起伏型になることがある。
アクセントの核の位置は共通語と同じ場合が多いが、下記のような違いがある。下の例で太字になっているのはアクセントの核である。
- 「何」「いくつ」「どれ」などの疑問詞は平板に発音される。共通語の疑問詞がそろって頭高型なのと良い対照を見せている。
- 「これ・それ・あれ」などの「こそあ言葉」（ドを除く）は尾高型である。
- 「何もない」などと言うときの疑問詞は、尾高型である。

|            | 名古屋弁 | 共通語 |
| ---------- | -------- | ------ |
| 疑問詞     | 平板     | 頭高   |
| こそあ言葉 | 尾高     | 平板   |
| 疑問詞+も  | 尾高     | 平板   |

- 位置関係を表す名詞で平板型が嫌われる傾向がある。北、東、南、西、右、左、手前、こちら、そちら、あちら、間（あいだ）、向かい、上、下。以上は共通語では平板だが名古屋弁では尾高型である。但し共通語でも北、東は古くは尾高型であった。
- 共通語の形容詞はアクセントの点で一類と二類に分けられるが、名古屋弁ではこの区別がなく、一類は二類と同じようにすべて起伏型となる。名古屋弁の形容詞のアクセントは多くの活用形で共通語の二類形容詞と同じだが、以下の形では異なる。
  - 「〜かった」という形では「か」にの核が来る。
  - 「〜ければ」という形では「け」に核が来る。「〜けや」と略された場合もおなじく「け」にアクセントの核が来る。
- 形容詞の連用形の「く」が落ちた場合のアクセントの核は、最後から2つ目の音節に来る。ただし、直後に「なる」が来た場合は「なる」と繋がって「な」にアクセント核が置かれることがある。
- 「よろしく」「ありがとう」など形容詞の連用形を起源とする挨拶言葉は、元の形容詞と同じアクセントで発音される。すなわち「よろしく」「ありがとう」。
- 動詞が終止形のとき平板型になるものと起伏型になるものに分けられるのは共通語と同様だが、名古屋弁では「植える」「並べる」など3・4音節の一段動詞で共通語で平板型のものが起伏型に移行しつつある[44][45]。また、複合動詞（走り込む・申し入れるの類）はほとんどが起伏型である。ただし、複合動詞のアクセントは共通語でも近年起伏型に移行しつつある。
- 起伏型の動詞のアクセントは活用による変化を含めて共通語とほぼ同じである。
  - 二拍で起伏型のカ変・一段動詞の「-て／た」形（来た、見て…）は、平板型になる[44][45]。これは内輪東京式アクセントの特徴である。
  - 三拍以上の一段動詞の「-て／た」形は、共通語と同じ場合と、「て／た」の直前にアクセント核を置く場合とで揺れがある（起きた、起きた、しらべた、しらべた）[44][45]。
- 平板型の動詞では下記のような違いがある。
  - 平板型の動詞に「て／た」がついた場合、「て／た」の直前へ核が置かれる〔例〕入れて、消した。内輪東京式アクセントの特徴である。ただし、以下の例外があり、結局この現象が起こるのは三拍以上の上一・下一段および、五段動詞のうち「消す」など一部の非音便形を使う動詞のみである[44][45]。
    - 二拍一段動詞（着た、煮て…）では平板型。
    - 五段動詞では、音便が発生するため「て／た」の前にアクセント核を置けない。イ音便となる場合は最後から3拍前（咲いた、つづいた、はたらいた）が主流で、一部地域で原則通り「い」にアクセントを置く[44][45]。撥音便・促音便となる場合は平板型となる（産んだ、売って）[44][45]。

  - 「て」の後ろに補助動詞がついた場合は、上記に関わらず平板になる。
  - 平板型の動詞の連用形に「に」がついた場合、「に」の直前へアクセントが置かれる。「て／た」の場合と違ってこちらは活用の種類や行を問わない。〔例〕DVD-Rを買いに行った。
  - 命令形では後ろから2番目の音節に核が置かれる。すなわち一類と二類の区別が無くなる。
- 動詞に補助動詞が付いた場合、動詞部分が平板化する。
  - 動詞が起伏型であった場合――例えば「書いてある」の場合、共通語では「書いて」「ある」双方の核が残るが、名古屋弁では「書いて」の核が失われる。
  - 動詞が平板型であった場合、共通語では「〜て」の形が元々平板である。名古屋弁では「〜て」の形は平板とは限らないが、補助動詞がつくと平板化する。結果的には同じになる。
  - 「〜してくれ」という意味の「〜して」は、「〜してくれ」の「くれ」が略されて成立した経緯から常に平板に発音される。
  - ただし、補助動詞「まう2」の前では平板化しない。

以上をまとめると下表のとおりである。見やすくするため補助動詞「まう2」や平板型で2音節で音便を起こす動詞のような例外は省いてある。赤字は共通語との相違点。共通語と異なる場合のある形のみ挙げた。終止形は共通語と同じだが参考のために挙げた。
|                 |                | 名古屋弁       | 名古屋弁          | 名古屋弁       | 名古屋弁      | 名古屋弁       | 共通語         | 共通語         | 共通語         | 共通語         | 共通語         |
| アクセント 類別 | 音便           | 終止形         | +て／た           | +に            | +て +補助動詞 | 命令形         | 終止形         | +て／た        | +に            | +て +補助動詞  | 命令形         |
| --------------- | -------------- | -------------- | ----------------- | -------------- | ------------- | -------------- | -------------- | -------------- | -------------- | -------------- | -------------- |
| 起伏型          | （問わない）   | 後ろから 2番目 | 「て」の 2つ前    | 「に」の 2つ前 | 平板          | 後ろから 2番目 | 後ろから 2番目 | 「て」の 2つ前 | 「に」の 2つ前 | 「て」の 2つ前 | 後ろから 2番目 |
| 平板型          | 起こすもの     | 平板           | 平板              | 「に」の 直前  | 平板          | 後ろから 2番目 | 平板           | 平板           | 平板           | 平板           | 平板           |
| 平板型          | 起こさないもの | 平板           | 「て／た」の 直前 | 「に」の 直前  | 平板          | 後ろから 2番目 | 平板           | 平板           | 平板           | 平板           | 平板           |

- 東京弁（共通語ではない）と同様に、複合動詞の前半部分の動詞の核が保たれることがある。
- 名詞に複数を表す接尾辞がついた場合、核は後ろから2つ目に来る。おまえたち／おまえたあ／おまえんたあ／おまえんたらあ／おまえらあ
- 受身・可能・尊敬の助動詞「れる／られる」がついた動詞は、共通語では全体が元の動詞と同じ型で発音されるが、名古屋弁では元の型と関係なく起伏型として発音されることがある。特に尊敬の意味では「っせる／やっせる」からの類推かその傾向が強い。
- その他使用頻度の高い語で核の位置の違うものを挙げる。ハイフンの後は共通語での核の位置。
  - いつも - いつも（「去年」「わざと」も同様）
  - ありがとう - ありがとう
  - 〔宜しく〕:よろしく - よろしく
  - 〔全部〕:ぜんぶ - ぜんぶ
  - 〔靴〕：くつ - くつ（「粉」「服」「坂」「熊」「次」「場所」「だけ」「こと」も同様）
  - 〔先に〕：さきに - さきに
  - 〔毎日〕：まいにち - まいにち
  - 〔今から〕：いまから -　いまから（「いつから」「どこから」等も同様。）
  - 〔後ろ〕：うしろ - 平板（「苺」「周り」「廊下」「ところ」「カレー」「2階」「またね」も同様）
  - 〔嘘〕：うそ - うそ
  - ごめんね - ごめんね
  - できない - できない（「ならない」なども同様）

#### 地名のアクセント
地名は地元の人とそれ以外の人で違ったアクセントで読まれることが少なくない。愛知県では、地元の地名は平板型が好まれる傾向がある（名古屋、岡崎、刈谷など）。
名古屋弁での「名古屋」のアクセントは「なごや」または「なごや」（伝統的な発音は前者）であるが、現在では共通語の発音も浸透しつつあり、2022年に中日新聞社が「名古屋という地名を単独で言う場合、どのアクセントが自然だと思うか」という読者アンケートを取った際には、愛知県在住者でも9割が共通語と同じ「なごや」を選ぶ結果となった。
NHKでは全国向けと地元放送局で地名のアクセントを使い分けることがあり、後者を「地元放送局アクセント」というが、尾張地方の地名でアクセントの使い分けが行われているのは以下の通り。「全」は全国向けのアクセント、「地」は地元放送局アクセント、＼はアクセントの下がるところ、￣は平板型であることを表す。なお、「春日井」「一宮」は全国向けでも「かす＼がい」「いちのみや￣」ではなく「かすがい￣」「いちの＼みや」である。
- あま（海部） - 全「あ＼ま、あま￣」、地「あま＼」
- 稲沢 - 全「いなざわ￣ 」、地「いな＼ざわ」
- 犬山 - 全「いぬやま￣」、地「いぬ＼やま」
- 津島 - 全「つ＼しま、つし＼ま」、地「つしま￣[注釈 13]」

### イントネーション
共通語より強い。疑問文の最後の音節が伸ばされ、その伸ばされた音節の前半が高く、後半が低く発音されることがある。
- なにい（何？）
- どこええ（どこへ？）

## 語彙
- 古語が生き残っている場合も多い。
- 見出しの後の数字はアクセント。2とあれば頭から2音節目にアクセントの核がある。0は平板。
- 形容詞のアクセントは全て最後から2つ目である。表中では「(2)」と表記している。
- 前述の連母音の変化により共通語の語彙と規則的に対応するものは挙げない。例えば愛知県（えぁちけん）は共通語の愛知県（あいちけん）と規則的に対応するので挙げない。
- 最左列でもソート可能。見出し枠をクリックすると50音順にソートされる。

| 名古屋弁 / アクセントの          | 位置  | 漢字           | 品詞                     | 意味 |
| -------------------------------- | ----- | -------------- | ------------------------ | --- |
| あすんどる                       |       |                | 【連語】                 | 休んでいる。使われないまま放置されている。 |
| あふらかす                       | 4     | 溢らかす       | 【動五】                 | 溢れさせる。 |
| あぶる                           |       |                | 【動】                   | 扇ぐ |
| おみゃ                           |       |                | 【名】                   | お前 |
| あやすい                         | (2)   |                | 【形】                   | 簡単。容易。 |
| あらけない                       | (2)   |                | 【形】                   | 乱暴な。 |
| あんき (になる)                  |       |                | 【連語】                 | 安心になる。安気からか？ |
| あんばよう                       | 4     | 塩梅よう       | 【副】                   | 上手に。具合よく。〔読み方注意〕「あんばよう」と読む。「い」は入らない。 |
| いごく                           | 2     |                | 【動五】                 | うごく。 |
| いざらかす                       | 4     |                | 【動五】                 | (1)「いざる」の使役形。(2)物を持ち上げずに引きずって移動させる。 |
| いざる                           | 0     | 移去る         | 【動五】                 | (1)人が立たないまま膝を引きずって移動する。(2)人や物が水平方向に短距離移動する。 |
| いっか                           | 1     | 幾日           | 【名】                   | (1)何日。(2)日付が思い出せないときに代わりに使う言葉。〔例〕2月のいっかに行った（2月の何日だったかに行った） ※江戸落語でも(1)の意味で聞かれる。名古屋弁では(2)の意味が主流。 |
| いっつか                         | 3     |                | 【副】                   | とっくに。 |
| いらんこと                       |       |                |                          | 余計なこと。〔例〕いらんことせんでええ。（余計なことしなくていい）。 |
| うしなえる                       | 0     |                |                          | 失える 紛失する。 |
| うでる                           | 2     |                | 【動下一】               | ゆでる。 |
| ええ                             | 1     |                |                          | 良い。〔例〕ええ加減にせなかんて。（いい加減にしなきゃ駄目だって。）、ええ天気だに。（いい天気だよ。） |
| えか                             | 1     |                |                          | 相手に忠告した最後に、念押しとして使う。〔例〕夜道は気い付けなかんよ。えか！、明日俺はおらんでね。えか！ |
| ええころかげん                   |       |                |                          | いい加減。適当な。〔例〕あいつはええころかげんな仕事しかやらんでかんわ。 |
| えらい（えれぁ）                 | (2)   |                | 【形】                   | (1)疲労や病気で体に倦怠感がある。しんどい。くたびれる。つらい。(2)疲労が予想されるほどの重労働である。(3)とても、すごく。下記の「どえらい」を参照。主に体調の悪化の表現、自他へのねぎらいとして（例：えらかったねぇ）、（どえらいえらい仕事だったわ。→とてもしんどい仕事だったよ。） |
| おいでる                         |       |                | 【動上一】               | おいでになる。いらっしゃる。 |
| おうじょうこく                   | 5     | 往生こく       | 【動五】                 | 苦労する。大変な目に会う。 |
| おおきに                         |       |                |                          | ありがとう。上町言葉。最近ではほとんど使われなくなった。 |
| おくうん                         |       | 屋運           | 【名】                   | 体育館（屋内運動場）。一宮市内の小中学校のみで用いられる局地的な方言。隣接する稲沢市・岩倉市・江南市・北名古屋市含め他自治体では一切用いられない。 |
| おくれる                         | 3     |                | 【動下一】               | 「くれる」の尊敬語。敬意の度合いは「下さる」より低い。 |
| おそがい                         | (2)   |                | 【形】                   | 恐ろしい。怖い。 |
| おっさま おっさん                | 1     |                | 【名】                   | お坊さん。「おじさん」の意の「おっさん」とはアクセントが異なる。 |
| おどける                         | 2     |                | 【動下一】               | 驚く、怖がる |
| おぶう                           | 2     |                | 【名】                   | お茶。茶葉でなく茶碗に注がれた状態を言う。 |
| おぼわる                         | 3     | 覚わる         | 【動五】                 | 身につく、習得する |
| およばれ                         | 2     | お呼ばれ       | 【名】                   | (1)ご招待。(2)ご馳走。 |
| かいもん                         | 3     |                | 【名】                   | (1)「かう(1)」のに使う木切れや段ボール片など。(2)「かう(3)」のに使う養生材。 |
| かう                             | 1     | 支う           | 【動五】                 | (1)物を動かないようにするために隙間に物を押し込む。引き戸につっかい棒、駐車車両に輪止め、ガタつく家具の下に木片など。(2)施錠する。(3)ジャッキと工作物の間に養生材を挟む。 |
| かしわ                           |       |                | 【名】                   | 鶏肉。 |
| かずする                         | 1     | 数する         | 【動サ変】               | 数える |
| かやかや                         | 0     |                |                          | 強い光を放っている様子。特に周囲が暗い中光っているものに使われる。 |
| からかす                         |       |                |                          | 〜（し）まくる。「食べからかす」「買いからかす」 |
| かわす                           | 2     |                | 【動五】                 | しっかりと、または強引に「かう(1)」 |
| かん                             | 0     |                | 【連語】                 | 「いかん」の「い」の抜けたもの。いけない。駄目である。「あかん」は関西系であり、典型的な名古屋弁とは異なる。それに対して「いかん」は古くから使われている。 |
| かんす                           | 0     |                | 【名】                   | 蚊。「かんすに食われる」 |
| かんこう                         | 0     | 勘考           | 【動サ変】               | 計画する。考える。工夫する。 |
| きいない きない                  | (2)   | 黄ない         | 【形】                   | 黄色い。 |
| きさる                           | 0     | 着さる         | 【動五】                 | (1)すっぽりとかぶせることができる。(2)（中身が多すぎたりせず）容器の蓋を閉めることができる。(3)帽子やヘルメットのサイズが合う。 |
| きせる                           | 0     | 着せる         | 【動下一】               | 標準語の「着せる」の意味の他に、蓋を被せる、キャップを締めるの意味がある。 |
| きっとなら                       | 3     |                | 【接】                   | 理由を述べる前に「なぜなら」というのと同様の、「きっと」と思う推測を述べる前の前置き。〔例〕きっとなら持って帰ってまったんだよ。（これは推測だけど持って帰ってしまったんだよ） |
| きもい                           | (2)   |                | 【形】                   | きつい、小さくて窮屈。「気持ち悪い」の意の共通語の若者言葉と同音衝突を起こしたため、聞かれなくなった言葉のひとつ。 |
| ぎょうさん                       |       |                | 【副】                   | 「ようさん」とも。「ようけ」と同様の使い方をする。 |
| きんとき                         | 1     |                | 【名】                   | イラガの幼虫。子どものうちはこれが方言ということ気づかない人が多い。 |
| きんのう                         |       |                |                          | 昨日。 |
| くすがる                         | 0     |                | 【動五】                 | 刺さる。 |
| くすげる                         | 0     |                | 【動下二】               | 刺す。予め穴のあいているところや柔らかいものに突き刺すことを言い、固いものに打ち込むことや、刃物で刺すことは言わない。 |
| くずむ                           |       |                | 【動五】                 | 風呂に“入る”際に使われる。「肩までひたる」感じのニュアンスがある。『こずむ』という言い方もある。 |
| くわれる                         | 3     |                |                          | （蚊、ブヨなどに）刺される。 |
| ケッタ                           | 0     |                | 【名】                   | 自転車。新方言。「蹴ったおし(蹴り倒し)マシーン」から出た言葉。1965年頃誕生したが、令和時代の若者はあまり使わず「チャリ」と呼ぶ傾向がある。 |
| ケッタマシン                     | 5     |                | 【名】                   | 「ケッタ」の正式名称。「ケッタ」と同意語である。原付とは違い、自転車に対しての名称。 |
| こうこ                           | 0     |                | 【名】                   | たくあん。 |
| ござる                           | 2     |                | 【動五】                 | 「居る」「来る」の尊敬語。いらっしゃる、おいでになる。 |
| こすい こっすい                  | (2)   |                | 【形】                   | (1)悪い意味で金銭に細かい。守銭奴。(2)ずるい。 |
| こそばいい こそばゆい こそばい   | (2)   |                | 【形】                   | くすぐったい、むずがゆい。 |
| ごたいげさま でした              | 2-1   | ご大儀様でした | 【連語】                 | お疲れ様でした。〔読み方注意〕「ごたい"げ"さま」と読む。アクセントは「ごたいげさま 2 でした 1」 |
| ごぶれい                         | 2     |                | 【動サ変】               | 失礼する。 |
| ごぶれい                         | 3     |                | 【名・形動】             | 失礼。サ変動詞の場合とアクセントが異なるのに注意。 |
| ごぶれい します                  | 2-2   | ご無礼します   | 【連語】                 | 失礼します。時代劇みたいだが、名古屋弁では現役。アクセントは「ごぶれい 2 します 2」 |
| こわい                           | (2)   | 強い           | 【形】                   | （食べ物が）固い。 |
| こわける                         | 3     | 壊ける         | 【自下一】               | 壊れる。 |
| こわす                           | 2     | 壊す           | 【動五】                 | 共通語の「壊す」の意味の他に「小額紙幣や貨幣に両替する」の意味がある。 |
| さっせる                         | 3     |                | 【連語】                 | 「する」に対する軽い尊敬語。「する」に尊敬の助動詞「っせる」がついたもの。 |
| さむけぼろ さむぼろ              | ? 0?  |                | 【名】                   | 鳥肌 |
| ざらいた                         | 0     | ザラ板         | 【名】                   | すのこ。 |
| しなす                           | 2     | 死なす         | 【動五】                 | (人が)死ぬ、亡くなる。 |
| しゃこう                         | 0     | 車校           | 【名】                   | 自動車学校。新方言。 |
| じん                             | 1     | 仁             | 【名】                   | 人。者。「あの仁＝あの人」「変わった仁＝変わり者」のように使う。人をおちょくったニュアンス。 |
| しんしょ                         | 1     | 身上           | 【名】                   | 家の経済状態〔例〕あそこの家はしんしょがええ |
| すぐと                           | 1     |                | 【副】                   | すぐに。 |
| ずっこい                         | (2)   |                | 【形】                   | ずるい |
| すやくる                         | ?     |                |                          | 手抜きする。 |
| せらっせる                       | 4     |                | 【連語】                 | 「する」に対する尊敬語。「さっせる」より敬意の度合いが高い。「する」の異形「せる」に尊敬の助動詞「っせる」のついたものか。 |
| たあけらしい                     | (2)   |                | 【形】                   | 馬鹿馬鹿しい。アホらしい。意味がない。〔類語〕とろい |
| たいがい                         | 0     | 大概           | 【形動】                 | 程々。いい加減。〔例〕大概にしとけ（いい加減にしておけ） |
| だだくさ                         | 2     |                | 【形動】                 | 乱暴、いい加減。ずぼら。 |
| だちかん                         | (3)   |                | 【間】                   | だめだ。いけない。こら。 |
| たわけ たあけ                    | 0     | 戯け/田分け    | 【名】                   | 愚か者。探偵!ナイトスクープのアホ・バカ分布図調査では関ケ原町今須付近が「アホ」と「タワケ」の境界線と推測された。 |
| たわけた たあけた                | 2,3 3 |                | 【連体詞】               | 愚かな。 |
| ちみくる                         | 3     |                | 【動五】                 | つねる。「つねくる」とも言う。 |
| ちゃっと                         | 1,0   |                | 【副】                   | すぐに、急いで、即座に。類語：「はよ」 |
| ちょう                           | 1     |                | 【副】                   | 原義は「ちょっと、少し」。この意味で使われることもあるが、頼み事をするときの呼びかけの言葉として使われることが多い。流行語の「超」（「超すごい」の類の副詞の「超」）と同音で同じ品詞で文字通りの意味は反対なため、「超」の流行後はあまり聞かれなくなった。〔例〕ちょう、頼むわ。（ねえ、お願いできるかな）                                                                                         |
| ちょうすいとる                   | 5     |                | 【連語】                 | いばっている、調子こいている。皮肉や批判をこめて使われる。 |
| ちんちこちん ちゃんちゃかちゃん  | 0 ?   |                | 【形動】                 | 「ちんちん」より更に熱い様。「ちんちこちん」が主。 |
| ちんちん ちゃんちゃん            | 0 ?   |                | 【形動】                 | 非常に熱い様。熱せられた金属が水をはじく音からか。 |
| つくなる                         | 3     |                | 【動五】                 | 適当に集めて置いてある。または適当に積み重ねてある。整理されてはいないが、かといって散らかってもいない状態にある。 |
| つくねる                         | 3     |                | 【動下一】               | 適当に集めて置いておく。または適当に積み重ねておく。整理されてはいないが、かといって散らかってもいない状態にする。 |
| つねくる                         | 3     |                | 【動五】                 | つねる。 |
| つる                             | 0     | 吊る           | 【他五】                 | 机などを持ち上げて移動させる。ひっかける。本来は机や家具などの重い物を持ち上げることを意味する（移動させるという意は含まない）が、近年は「机を移動させる」という意味に用いられることが多い。 |
| でら                             | 0     |                | 【副】                   | 「どえらい」の略。「どえらい」と違って形容詞としての用法はなく副詞のみ。「どら」「でれ」と言う人もいる。〔例〕でら高い（とても高い）。『でぇりゃぁ』とも言う。 |
| でんしんぼう                     |       | 電信棒         | 【名】                   | 電柱、電信柱 |
| でんち                           | ?     |                | 【名】                   | 半纏 |
| どうぞこうぞ                     | 4     |                | 【副】                   | どうにかこうにか。 |
| どえらい、どえらけない           | 3     |                | 【形・副】               | すごい、すごく。物凄い。とても。「どえれぁ」と発音する人もいる。（例）どえりゃあ雨だなも。（物凄い雨だなあ。）類語:めちゃんこ |
| ときんときん ときとき            | 0     |                |                          | とがっている様子。 |
| 〜とさいが 〜とせぁが 〜とさいに | 0     |                | 【連語】                 | 〜すると、〜したら。〔例〕ほうすると際がどえらいことになっただわ（そうしたらひどいことになったんだ） |
| 〜としてある                     | 4     |                | 【連語】                 | 〜と書いてある |
| ときんときん                     |       |                | 【副】                   | とがっているものに対して使う。〔例〕この鉛筆ときんときん（この鉛筆とがってる） |
| どべ                             | 1     |                | 【名】                   | 最下位、ビリ。親しみを込める場合や、年少の人に対して言うときは「どべちん」とも言う。※地元・名古屋に本拠地をおく中日ドラゴンズが弱かった時代、「どべゴンズ」（「どべ」＋「ドラゴンズ」）とファンから称されることもあった。 |
| とろい、とろくさい（とろくせぁ） | (2)   |                | 【形】                   | (1)要領が悪い。(2)馬鹿な。馬鹿馬鹿しい、アホらしい。ふざけた。 |
| なけな                           | 2     |                | 【連語】                 | なければ。 |
| なけや                           | 2     |                | 【連語】                 | なければ。「なけな」「なけらな」は形容詞「ない」だけの特殊な形だが、この形は生産的で、「良けや」「遠けや」のように全ての形容詞がこの形を取り得る。 |
| なけらな                         | 3     |                | 【連語】                 | なければ。 |
| なぶる                           | 2     |                | 【動五】                 | もてあそぶ。触る。名古屋弁では純粋に「触る」の意味で用いることが普通。 |
| なまかわ                         | 0     |                | 【名】                   | 怠け者。長い間使っていなかったため使い物にならない様子。 |
| なるい                           | (2)   |                | 【形】                   | (1)刺激が足りない、物足りない。(2)味が薄い。(3)マンネリである。 |
| なんかごと                       | 0     | 何か事         | 【名】                   | 何事か。通常、事件・事故を暗示する。 |
| にすい                           | (2)   |                | 【形】                   | 鈍い。「味がにすい」と味が薄い様子にも使う。 |
| ぬくたい ぬくとい                | (2)   |                | 【形】                   | 温かい |
| のっそい のそい                  | (2)   |                | 【形】                   | 遅い。 |
| 〜のよう                         | 0     | 〜の余         | 【連語】                 | 〜余り。後に「なる」が続く場合、助詞「に」を伴わないまま副詞的に用いられる。 〔例1〕（副詞的用法）まあ10日の余なるしらん（もう10日余りになるだろうか） 〔例2〕（名詞的用法）まあ10日の余だ（もう10日余りだ） |
| はぜる                           | 2     |                | 【動下一】               | 破裂する。 |
| はならかす                       | 4     | 離らかす       | 【動五】                 | 離す。 |
| はば                             | 1     |                | 【名】                   | 除け者。 |
| はやらかす                       | 4     | 生やらかす     | 【動五】                 | 生えるに任せる。 |
| はよ                             | 1     |                | 【副】                   | 早く、すぐに、急いで。類語:ちゃっと |
| ばりかく                         |       |                | 【動五】                 | かきむしる |
| はんぺん はんぺい                | 3     |                | 【名】                   | おでんの具で白身魚の練り物を揚げたもの（水より比重が重く沈むもの）、共通語では「アゲ」？ |
| びいし                           | 1     | B紙            | 【名】                   | 模造紙。 |
| ひとなる しとなる                | 3     | 人成る         | 【動五】                 | (1)成人する。大人らしくなる。(2)人間に限らず動植物が身体的に成長する。 |
| ひどろい                         | 2     | 【形】         | (日差しなどが)まぶしい。 | |
| ひらう                           | 0     | 拾う           | 【動五】                 | 拾う。 |
| ぶちゃける                       | 3     |                | 【動下一】               | ぶちまける。 |
| ふちっこ                         | 2     |                | 【名】                   | 端っこ。 |
| フレッシュ                       |       |                | 【名】                   | コーヒーなどに加えるポーション（小型カップ）入りのクリーム。 |
| ふるぼっさい                     | (2)   | 古ぼっさい     | 【形】                   | 古ぼけている。 |
| へぼい                           | (2)   |                | 【形】                   | 意気地なし。役立たず。弱い。しょぼい。さえない。 |
| ほう                             | 0 1   |                | 【副】 【名】            | そう。アクセントは、副詞は平板、名詞としては頭高。 |
| ぼう                             | 0     |                | 【動五】                 | 「×ぼー」ではなく、「う」をきちんと発音する。(1)追う。追いかける。(2)急かす。(3)〔建築・土木〕日程や寸法を計算する。日程表や図面を「ぼう（1）」様子からか。(4)〔建築・土木〕端から順に施工する。 |
| ほうか                           | 0     | 放課           | 【名】                   | 学校のにおける授業と授業の間の休憩時間。昼休みは「昼放課」。意味の衝突を避けるためか共通語の「放課後」も名古屋弁では「授業後」という表現になる。 |
| ほうか                           | 1     |                | 【連語】                 | そうか。〔例1〕ほうか、ほうか、ようやりゃたなも (そうか、そうか、よくぞおやりになりましたねぇ) |
| ほかす ほかる                    | 2 0   |                | 【動五】                 | いらないものをゴミ箱等に捨てる。 |
| ホセ                             | 1     |                | 【名】                   | 物を刺すための棒。焼き鳥の串やアイスキャンディーの芯棒。 |
| ぼっこい                         | (2)   |                | 【形】                   | おんぼろ。壊れそう。壊れかけ。〔用法〕完全に壊れている場合は言わない。 |
| ぼっさい                         | (2)   |                | 【形】                   | (1)格好悪い。(2)外観がおんぼろである。〔用法〕外観に問題があっても機能には問題がない場合に言う。機能に問題がある場合は「ぼっこい」と言う。 |
| まあ                             | 0     |                | 【副】                   | もう。 |
| まあかん                         | 0     |                | 【連語】                 | 食欲・怒りなどが抑え切れない。もう我慢できない。もう許しておけない。もう駄目だ。 |
| まあはい まあへぁ                | 3     |                | 【副】                   | すでに、早くも。「はい」に同じ。 |
| まぎる                           | 2     | 曲ぎる         | 【動五】                 | （交差点を）曲がる。〔用法〕交差点でなく道なりに曲がる場合や道以外の棒などについて言うときは共通語と同様に「曲がる」と言う。 |
| まっかしけ                       | 3     | まっ赤しけ     | 【形動】                 | 赤一色である様。黒に対してまっ黒けというのと同様の強調表現。 |
| まっと                           | 1     |                | 【副】                   | もっと。 |
| まる                             | 1     |                | 【動五】                 | 排便する。 |
| まめ                             |       |                | 【動五】                 | 元気。達者。〔例〕まめだったきゃ。（元気だったか？） |
| まわし                           | 0     |                | 【名】                   | 支度。 |
| まんだ                           | 1     |                | 【副】                   | まだ。未だに。 |
| みえる                           | 2     |                | 【動下二】               | 「いる（居る）」の尊敬語。補助動詞としても用いる。ござるより現代的。「来る/現れる」の尊敬語として使う場合は共通語であって、方言ではない。 |
| めいえき                         | 0     | 名駅           | 【名】                   | 名古屋駅。あるいは、その周辺の地名（正式な地名で中村区と西区にある。また、中村区には名駅南という地名もある）。 |
| めいよん                         | 1     | 名四           | 【名】                   | 新方言。(1)国道23号の名古屋・四日市間（名四バイパス）。なお、国土交通省による正式の読み方は「めいし」。(2)転じて国道23号の名古屋以東を含めることもある。 ※総じて名古屋○○と付くものは「名○○」と略される傾向がある（名古屋鉄道→名鉄、名古屋港→名港、名古屋城→名城、など）。「メ〜テレ」は、2003年4月より名古屋テレビの略称として採用された造語であるが、同様の背景から生まれてきたものと考えられる。 |
| めちゃんこ                       |       |                | 【形・副】               | とても、凄く。〔例〕めちゃんこ似とる。〔類語〕どえらい |
| めんぼ                           |       |                | 【名】                   | 麦粒腫（ものもらい）。〔用法注意〕「めんぼ」は「麦粒腫（ものもらい）」という意味だが、「結膜炎」という意味と勘違いしている人もいる。 |
| もうや                           |       |                | 【名】                   | 仲良く分けること。→「もうやにする」。「もうやっこ」は、はんぶんこのこと。 |
| やく                             | ?     |                | 【名】                   | 略。 |
| やぐい                           | (2)   |                | 【形】                   | 建物や機械・装置の強度が低い。 |
| やっと                           | 1     |                | 【副】                   | (1)共通語と同じく、かろうじて、ようやく。アクセントは共通語と違って頭高。〔例〕やっと終わった（やっと終わった）(2)長い間。長時間。〔例〕えらいやっとかかってまった（ずいぶん長い間かかってしまった）〔例2〕まっとやっと歌いたい（もっと長く歌いたい） |
| やっとかめ                       | 0     | 八十日目       | 【形動】                 | 久しぶり。「八十日目ぐらい長い時間」という意味から来たとされ 、プロ野球マスターズリーグの名古屋80D'sers（なごや・エイティー・デイザーズ）のチーム名の元にもなっている。 |
| ややこやしい                     | (2)   |                | 【形】                   | 〔北部〕ややこしい |
| ようけい ようけ                  | 3 0   |                | 【副】                   | たくさん。 |
| ようこそ ようけ                  | 3 ?   |                | 【副】                   | 歓迎に限らず感謝一般を表す。よくぞ。〔例〕ようこそ頑張っておくれた（よくぞ頑張ってくださった）。ようけ来やぁした（ようこそいらっしゃいました。）。 |
| よばれる                         | 0     | 呼ばれる       | 【連語】                 | (1)共通語と同じく「呼ぶ」の受身表現。(2)宴席などに招待される。(3)ご馳走になる。〔例〕ステーキをよばれた。（ステーキをご馳走になった）。 |
| レーコー                         |       |                | 【名】                   | アイスコーヒー。関西と共通する。最近ではほとんど使われなくなった。 |
| わや                             | 1     |                | 【形動】                 | めちゃくちゃ（「すごく」の意味ではなく、破壊された様子の意味）。だめになった様子。台無し。 |
| 〜んたあ                         | 2     |                | 【連語】                 | 達。あんたたち→あんたんたあ。私たち→うちんたあ |

## 名古屋弁の印象史
一般にどこどこの言葉が「汚い」「綺麗」という印象・評価は語一つ一つを精査したものではなく、語調・イントネーションからくる感覚や意識を源泉とすることに注意しなければならない。
尾張藩士天野信景の「塩尻拾遺」（宝永年間：(1704年～1711年)に、難波人が断定辞「デャ」を笑う記事がある。1802年(享和2)、江戸の滝沢馬琴は名古屋弁を「言語甚だ野鄙なり」と記した。
すべて名古屋弁で構成された俗謡「名古屋名物」が1894年(明治27)頃から1900年(明治33)に全盛期を迎えた源氏節を通して東京で大流行した。
明治時代の女性専門投稿誌『女子文壇』に電話交換手が電話を通して聴いた日本各地の人の声の印象を寄稿しているが名古屋の声は"田舎者"であるとした。1909年(明治42)の時点で、名古屋方言の複数の語彙が東京方言或いは大阪方言にとって代わられつつある。
1912年(大正元)9月、名古屋の仏教家若原敬経は「新聞紙に時折悪口を書かれ、他所者が聞けば可笑しく思われ、耳障りで嘲笑される」と評した。
1915年（大正4）の『名古屋實業界評判記』に「名古屋の『開会』をキャーキャーという語音は"猿"に似ておかしい」と書かれた。1922年(大正11) 、大日本日東蓄音器より名古屋弁の対話シーンを含む「対話入 花子の旅(上)」がリリースされる。『新編名古屋案内』（1927年・昭和2年）で「名古屋人の発音は柔らかく総じて甘たるい」と記されている。
1930年(昭和5)、画家・岡本一平は「ぎゃも、ぎゃも」と言う名古屋美人に囲まれて「カモメに取り巻かれてるようだ」と言った 。1933年(昭和8)、作家の平山蘆江は「名古屋美人は『そうきゃあも』など"言葉がよくない"」と断じた。
谷崎潤一郎の細雪（1943年）に名古屋の資産家の実家(大垣)で連母音「ae」を聞いた兵庫県芦屋の令嬢が"発音が可笑くてたまらず、その音が出る度に死ぬ苦しみに遭う"という文章がある。
1969年、先行のボンカレーに対抗すべくインパクトあるCMを考えていたオリエンタル食品が「名古屋弁ならば単純に人を笑わせられる」との思い付きで制作した「オリエンタル スナックカレー」のCMが大ヒット。南利明のアドリブギャグ「ハヤシもあるでヨ」は、子供にも大人にも使われ"マスコミ史上最大の名古屋弁流行語"と評されるほどで、「昭和の傑作CF百選」に選ばれた。
1970年(昭和45)3月、教育者・名古屋方言研究家・芥子川律治は"殊に日本の三つの美しい方言"として京都弁と大阪の船場言葉、名古屋の上町ことばを挙げ、これらは「今もこんなに美しいことばがあるのか」と方言学者を感嘆せしめた、名古屋人は大いに自信を持って良い、と述べた。
CBCラジオにて1971年(昭和46)4月10日、『ラジオ朝市』が放送を開始したが、キャスターの新間正次に名古屋弁を使わせるか否かで局論は二分し、事実、放送開始後のリスナーの反応も「親しみやすくてよい」と「あんなキタナイ言葉を毎朝聴かせるのはけしからん」の半々であった。
「名古屋弁喜劇 フィガロの結婚」（1980年初演）を演じた名古屋弁演劇集団の20歳の女性団員（名古屋市出身）が「名古屋弁での芝居には少し抵抗ある。東京で通用しない、きたない。やっぱりきれいな部分を見せたい」と新聞取材に答えている。
1980年(昭和55）12月2日、金城学院大生誘拐殺人事件が発生した。犯人は被害者宅に32回電話をかけたが、通話録音を調べた愛知県警は、"本家"を「ほんや」と名古屋弁独特の言い方をしていることから犯人は尾張地方出身と断定した。
1981年(昭和56)は、市井の人々の名古屋弁に注ぐ視線が極めて熱鬧な時期であった。則ち、"名古屋弁講座初級・中級"なる音源を収録したカセットテープ「THE NAGOYA-BEN(ザ・なごや弁）」が発売されたり、タモリの「エビフリャー」「東京で寡黙な名古屋人は新幹線が浜名湖を過ぎた途端みゃあみゃあ鳴き出す」などの名古屋弁ネタが名古屋出身者間でも一定の支持を得るほど大人気となった。名古屋市出身の作家、連城三紀彦はタモリの名古屋弁観に同意し「名古屋弁は日本有数の下品で汚い方言」と言っている。しかし方言研究家の芥子川律治はこれらに対し「場末の飲み屋で仕入れた農村部方言をごちゃまぜにした不思議な名古屋弁。名古屋大学を『みゃあでゃあ』とは言わない。真の名古屋弁は金田一京助に美しいと言われている言葉」と述べ、方言学的評価を避けた。一連の動揺の中から古い名古屋方言の保存必要性を感じ取る人々が現れた
。彼らの思想は後に「名古屋弁を全国に広める会」を生んだ。
1984年(昭和59)2月、ビクター音楽産業より英会話番組を捩った名古屋弁講座のカセットテープが発売された。このテープは東京地区で4500本ほど売れたが名古屋ではさっぱりであった。
1986年(昭和61）頃、名古屋弁を取り巻く環境に変化が現れ、東京フジテレビの番組にカリカチュアな名古屋弁が登場、1987年には同年誕生した「名古屋弁を全国に広める会」が中京圏外での活動を開始した。同組織は1988年6月東京でのイベントを終えたのち、名古屋弁は洗練されていなければならぬとの信念を固くし1988年11月、「美しい名古屋弁を伝承させる会」という素人参加型イベントを開催した。同じ年、森田正光は東京で名古屋弁天気予報を行った（名古屋弁を全国に広める会#沿革）。
そのほか、この時期の名古屋弁の環境変化を示すものとして、1987年9月短編小説誌『ミステリマガジン』に名古屋弁に翻訳された外国推理小説が掲載、1988年山田昌は『文化評論』に「今は名古屋弁がブーム」と書いた。1989年1月、東海パックは老舗料亭女将・芸妓の名古屋弁を録音したカセットテープ「なごやべん特集 残そう美しい言葉と唄を！」を発売、1990年5月、学者にお墨付きを得た"正統名古屋弁"の台詞を含んだご当地ソング『名古屋マップ・ソング』がリリースされた。1991年3月、受験生獲得のため愛知県の11大学が「おいでん」や「いりゃあ」よりは柔和と判断し、名古屋弁を使った「来てみん名古屋」のロゴ入りTシャツを制作した。
1991年12月、アムネスティインターナショナル日本支部主催「世界人権宣言翻訳コンテスト」において、元CBCアナウンサー松ケ崎敬子が名古屋弁に訳した「せきゃあ人権宣言」が優秀作品に選ばれ、「名古屋弁は汚いと言われるが実は雅やかだ」とコメント。
俳優・いとうまい子は2000年、新聞のインタビューで東京のタレントたちの名古屋観を「『誰もが"みゃあみゃあ"と言ってるんでしょ』という先入観に支配されており、まずはそうじゃない、ということを説明しなければならない、情報が乏しく名古屋弁くらいしか話題に上がらない」と説明した。
名古屋弁話者は聞き手にどのような印象を与えるかという調査で、男性話者の場合は知性、積極性や話し方および外見のよさに関しては印象が悪いが、社交性はあると見られている。しかし女性話者の場合は性格・話し方・外見のいずれでも高く評価されていない。
2013年の名古屋市民の13～30歳の男女を対象とした研究では、名古屋市民の名古屋方言に対する評価の1位は「きたない」であり、また第２位は「乱暴だ」第３位は「田舎くさい」であった。
2019年4月、「名古屋弁は汚いと言われがちだが、ぎりぎり可愛い路線を攻めた」「本来と違うと指摘されることもあるが、女子高生という設定を踏まえ現代風に名古屋弁を可愛く描いた」連続短編アニメ「八十亀ちゃんかんさつにっき」が東京MXテレビでネット放映開始。一迅社は東京地区で原作コミックのCMを名古屋弁で放映した。「月刊アニメージュ」は名古屋弁を用いた名古屋メシの紹介記事を掲載した。

## 名古屋弁の世代差
各個人の生育環境や人付き合いの違いなどで一概には言えないが、マスメディアなどの共通語の影響や核家族化の進行がみられる現在、名古屋弁の様々な要素が年代を下るにしたがって聞かれなくなってきている。
2023年にメ～テレの情報番組「ドデスカ!」が「あらすか・あんた・おみゃー・（鍵を）かう・けった・こわす・だだくさ・だで・ちゃっと・ちんちん・（机を）つる・でら・ときんときん・ぱーぱー・ほかる・ほれみい・やっとかめ・よーけ・わや」の名古屋弁20語の使用状況を調査した際には、90～70代（11人）は「全て意味が分かり、全て使用」、60～40代（18人）は「全て意味が分かるが、『おみゃー』『やっとかめ』『わや』は一部の人を除いて不使用」、30代～10代（24人）は「20語中、使用は平均6語。20代以下では一部意味が分からず、『あらすか』『けった』『ほかる』『やっとかめ』『わや』は絶滅の危機。一方で『えらい』は標準的な語と認識されるほどよく使用されている」という結果となった。
|              | 昭和初期までに生まれた世代                     | 昭和中期から昭和末期の間に生まれた世代 | 平成元年以降に生まれた世代     |
| ------------ | ---------------------------------------------- | -------------------------------------- | ------------------------------ |
| 高い         | たかい、たけぁ                                 | たかい、たけー                         | たかい、たけー                 |
| 高くなる     | たかなる                                       | たかなる                               | たかくなる                     |
| 書かない     | 書けせん、書きゃせん、書かせん、書かん         | 書けへん、書かへん、書かん             | 書かん                         |
| 書けない     | 書けーせん、書けん、 よう書かん                | 書けーへん、書けん、 よう書かん        | 書けん                         |
| 〜ではないか | 〜（だ）がや〔男性〕、〜（だ）がね〔女性〕     | 〜（だ）がー                           | 〜（だ）がん、〜じゃん、〜やん |
| 〜てしまう   | 〜てまう                                       | 〜ちゃう                               | 〜ちゃう                       |
| 教示         | 〜（だ）に                                     | 〜（だ）よ                             | 〜（だ）よ                     |
| 〜ではなくて | 〜だのうて、〜だなて                           | 〜じゃなくて                           | 〜じゃなくて                   |
| 食べようよ   | たべよまい、たべよめぁ                         | たべよまい                             | たべようよ                     |
| 写した       | うついた                                       | うつした                               | うつした                       |
| 〜なかった   | 〜なんだ                                       | 〜んかった                             | 〜んかった                     |
| 来なよ       | いりゃあ                                       | こやあ                                 | こやあ                         |
| 非常に       | どえれぁ、どえらけねぁ、どえらい、どえらけない | どえらい                               | でら、どら                     |
| 沢山         | ぎょうさん、ようさん、ようけ                   | ようけ                                 | たくさん                       |

## 周辺の方言との比較表
|                              | 名古屋弁 | 知多弁 | 西三河弁 | 東三河弁 | 南信方言 | 遠州弁 | 静岡弁 |
| ---------------------------- | -------- | ------ | -------- | -------- | -------- | ------ | ------ |
| 〜だもんで、〜で             | ○        | ○      | ○        | ○        | ○        | ○      | ○      |
| 〜だに、〜に                 | ○        | ○      | ×        | ○        | ○        | ○      | ×      |
| 〜だら、〜ら                 | ×        | ○      | ○        | ○        | ○        | ○      | ○      |
| 〜だねぁ、〜かしゃん/~かしん | ○        | ×      | ×        | ×        | ×        | ×      | ○      |
| 〜なも類                     | ○        | ×      | ×        | ×        | ○        | ×      | ×      |
| 〜まい(か)                   | ○        | ○      | ○        | ○        | ○        | ○      | ○      |

名古屋弁の単語は、遠州弁や三河弁など周辺の方言でも使われていることがあるが、中には名古屋弁と静岡弁では使われているのに、その間の遠州弁や三河弁では使われていない単語や、名古屋弁と南信方言では使われているのに、その間の三河弁では使われていない単語もある。

## 例文
- 名古屋市中区新栄で記録された、上町（旧和泉町）で育った1910年生まれの女性A、武家屋敷で育った1894年生まれの男性O、蟹江町で育ち16歳の時に名古屋へ移住した1915年生まれの男性Sの会話[99]。
  - A: あのねー あとで よばってねー うちの ちょーなぁー（町内）でねー ちょーひ（町費）で つけた ぼーはんとーのー あのー けーこーとーがね きれとるけど ポールが たかいで わたしとこで あがって つけかえれんが ちゅーでん（中電）さん つけかえとくれんか といったら 「いかんですか」って ゆーで どーしても きてくれないんですわー あのー そんな ちょーなぁーの やつわね ちょーなぁーで やってくれってってー たかいとこだもんだで そんなとこえ のぼってって かえれんで……
  - O: あのー ちょー（町）で やるなって ゆーわねー
  - S: そりゃー そーでしょ
  - O: あのー わたしの ほーわねー あのー こーつーしどーの せきにんしゃがねー こーつーかんけーて ゆーので ちょーなぁー（町内）の ぼーはんとーお しょっちゅー まいばん みまわることに したん それがねー きれとると あそこえ ゆーんだ でんとー（電灯）え そーすると きて やってくれる……
われぁーばなし（笑い話）に よそのひとが 「えれぁー（えらい） やっとかめだ」とか 「とろくさぁー（とろくさい）」ってゆーと 「どーゆーかめだ」とか 「どんなにおぇー（におい）がする」……
  - S: こりゃー あのー こちょー（誇張）して ゆーんでね いっしょに しゃべっとると あいだえ はいって でてくるんですね
  - A: わたしたちわね あうと 「やっとかめ」わ でるんですわ　「やっとかめでしたねー」とか…… 「やっとかめだなも」とわ いわんのですけどねー
  - S: あの 「なも」って ゆーのわ でぁーてぁー（大体） かりゅーかいことばでね……

- 名古屋市北区安井で記録された、豊明で育ち18歳で安井へ嫁いだ1905年生まれの女性Sと安井育ちの1920年生まれの男性Wの会話[99]。Sは記録者を意識して共通語の「ねー」を多用しているが、Wにそれを指摘されると緊張がゆるんで「なも」が出ている。
  - S: ほいで あんた ごえーか（御詠歌）の ひとれぁ（人ら）ーに おこられちゃってねー ほいで あんた いったんだがね……
ほいで おめぁーり（お参り）に いっとるうちに あんたねー やっぱり やっぱり そーゆーふ（ー）に なると あいで そんな わたしら ほんと としてって（歳だって） いっとったけども それが あんたねー いま おもってみると よかった こーゆー よのなかん（世の中に） なったでねー ほんでほの（それでその） なにか ひとつ あると いいでしょー ほんで つきに さんかいっつ（三回ずつ） いってねー ほいで あのー おかんのんさま（お観音さま）や こーぼーさま（弘法さま）お まいて（お参りして） で その ごえーかお ほーのーして ねー ほいでまた わかいひとたちが どっか せんせーに ついて あたらしいのお おぼえて くださると わたしら としよりにも ちょこっとっつ（少しずつ） あんたねー ふるい みそ（味噌）お かきまやーて（かき回して） やる……
  - W: このごろ あのー おばーちゃん 「ねー ねー」と いーやーすなー（言いますねえ）
  - S: そーですか 「ねー」いったかなも
  - W: むかしわ 「なも なも」って……
  - S: ＜笑＞ そーゆーふーに なるわなー……

- 名古屋市熱田区伝馬町に住む1904年生まれの男性Kによる伊勢湾台風の時の話など[99]。下線で示した箇所は巻き舌での発音。
いま おきなわに おりますけども さんにんが げしゅくしてて ほーして いせわんてぁーふーの はなしわ いつも ゆーんだねー むこーえ いくと あのときゃー おどろぇーたって ゆーよーなー はなしおねー まー なごやの てぁーふーわ おそげぁ（こわく）なぁーけど みずが へぁーるで おそげぁーって かぜわ おきなわの にんげんわ かぜ なれてるもんでねー と（戸）のほーわ えーけども みず へぁーってまって……
いまー なんにも なぁーで へぁーきゅー（配給）に なっとるでなー にぎりめしと ほれから おちゃお もってったんだねー かれら そのー げしゅくしとるんでねぁーから まがりしとるんだもんで……
うちでも きて ちーっとばか いりゃー（いなさい）てって いちねん あの にかげつばか おりましたがねー……
いま もりやまに あのー ちょーなんが おります じなんが このー のがみに おりますけども……
ほんで「おじーちゃん のがみえ こぇー（来い） のがみえ こぇー」って いってるけども 「おりゃー どーも ここが はなれにくいわや」って こーゆーですわねー

- 1980年ごろに名古屋市内の地下鉄で記録された男子高校生の会話[99]。
（腕時計を見せ合って）
  - C: ほんだけどさー じてんしゃで はしっとったらさー すべすべしてさー くるくる くるくる まわるもん あせ かいとらんとき みず ついとらんとき くるくる まわるでいかん……
  - D: ……にじゅーびょーかん なっとる ずーっと
  - C: とめるの ここ
  - D: できるけど はじめ しらんかったもんで じぎょー（授業）ちゅーでもさー……
  - C: これさー ぴっぴって なったらさー ここ ぴっと おさえる とまる……
がっこーのさー あれ ぴったしじゃ ないもん あれ だで（だから） やだー（いやだ） まえに なったり するとき やばいがー どえらい やばいで いかんがや

## 名古屋弁を話す著名人
- きんさんぎんさん…名古屋市出身。百歳超の双子姉妹として90年代にブームとなった。インタビューなどで名古屋弁がしばしばみられた。
- 南利明 (俳優)･･･オリエンタルスナックカレーのＣＭは名古屋弁で演じている。生まれは神奈川県横須賀市だが名古屋育ちである。
- 山田昌…常滑市出身。フジテレビ系「名古屋嫁入り物語」の母親役など、ドラマでは上品な名古屋弁を話す役柄が多いが、本人自身の母語は漁師言葉の知多弁である。
- 天野鎮雄…山田昌の夫。名古屋市港区出身。「アマチン」の愛称で知られる俳優・ラジオパーソナリティ。
- 新間正次…「ラジオ朝市」（CBCラジオ）等での名古屋弁喋りが有名だったが、本人は三河蒲郡市出身。
- 三遊亭圓丈…名古屋市瑞穂区雁道町出身。名古屋弁の落語。名古屋弁に関する著書。
- 清水義範…名古屋市出身。小説やエッセイなどで名古屋弁を多用し、「名古屋弁を全国に広める会」の功労賞を受賞したこともある。
- 河村たかし…前名古屋市長。名古屋市出身の衆議院議員で「ビートたけしのTVタックル」、「たかじんのそこまで言って委員会」などのテレビ番組で名古屋弁丸出しで語る。※「『○○弁』というのは地方差別だで、『○○ことば』と言うべし」と発言したことがある。
- 宮地佑紀生…名古屋市出身。寿がきやCMやテレビ・ラジオで名古屋弁を使う。
- 奥田瑛二…春日井市出身。CBCテレビ制作の「鶴瓶のスジナシ!」に出演時、即興ドラマの全編を名古屋弁（本人曰く春日井弁）で通した。
- 竹下景子…名古屋市出身。父親は地元の名士。バラエティー番組出演時には名古屋弁を披露することもある。
- 武井咲…名古屋市出身のモデル・女優。プライベートで家族や友達と話す時に名古屋弁を使う。[100]
- 矢野きよ実…名古屋市出身。キリンビールCMやテレビ・ラジオで名古屋弁を使う。
- 浅井健一（元BLANKEY JET CITY）…名古屋出身。インタビュー、ライブのMCなどで名古屋弁を常用する。
- 松下由樹…名古屋市育ち。「ココリコミラクルタイプ」で名古屋弁でまくし立てるコントがある（方言バトル）。
- 加藤晴彦…名古屋市出身。頻繁にバラエティー等で名古屋弁を使う。
- 後藤邑子…愛知県出身。声優という職業柄、普段は専ら共通語で話すが、自身がパーソナリティを務めるラジオ番組で流暢な名古屋弁を披露した。
- フィフィ…外国人タレント。エジプト・カイロ出身だが、2歳の時に家族とともに名古屋市に移住。基本は共通語だが興奮すると名古屋弁が出る。またブログやTwitter上でもたまに名古屋弁で綴る。
- 三枝夕夏…名古屋市出身。共通語で話しているが、ライブなどで時々、名古屋弁が出てしまっている時が、たまにあったという。自身の曲『へこんだ気持ち 溶かすキミ』の名古屋弁バージョンを歌った事もある。
- May'n…名古屋市出身。ラジオやテレビではめったに話さないが、ブログ上では名古屋弁を使用することがある。
- 川上ミネ…スペイン語圏を中心に活動する長久手市出身のピアニスト。プロフィールの話せる言葉に名古屋弁が挙げられている[101]。
- TOKONA-X…常滑市出身。（出生は横浜市。家庭の事情により転居）名古屋弁を多用する名古屋弁ラップを確立し、世に知らしめる伝説的功績を遺したヒップホップMC。2004年26歳没。
- タクマ…DJマジシャン。自ら「名古屋弁伝道師」としても活躍。東海ラジオで放送される「かにタク言ったもん勝ち」は25年以上放送され、地元で根強い人気を誇る。
- 蟹江篤子…フリーアナウンサー。名古屋市営地下鉄一部駅にて「名古屋ことば」による駅構内放送のアナウンスを担当している。
- つボイノリオ…ラジオパーソナリティ。「放送禁止ソングの帝王」として知られる。「名古屋はええよ！やっとかめ」等名古屋ソングも多数。CBCラジオの「つボイノリオの聞けば聞くほど」は30年以上の人気長寿番組。ただしつボイ本人は一宮市出身のため、名古屋弁ではなく尾張弁を多用する（断定の「～や」や、否定の「～へん」、「ダメ」の意味での「あかん」など）。
- 浅井慎平…写真家。タレント、マルチアーティスト活動でも広く知られる。1980年代に「エビフリャー」を全国的に流布したことで名古屋弁へのムーブメントを齎したタモリとは昵懇の仲であり、タモリの無名時代は撮影スタジオに居候させていた時期もある[102]。

## 名古屋弁が作中で扱われる作品一覧

### 映画
- お葬式（映画） - 劇中の出演者は三河出身の設定だが、現実には名古屋弁がふんだんに使われている。
- 大冒険
- ドラムマンz バチがもたらす予期せぬ出来事
- 清洲会議
- レジェンド&バタフライ
- 首
- アイコ十六歳
- 学年ビリのギャルが1年で偏差値を40上げて慶應大学に現役合格した話
- 名も無い日

### ラジオドラマ
- なめくじに聞いてみろ ラジオドラマ版
- 徳川家のセーフティドライブ日記

### 歌
- YAMATO☆Dancing
- 燃えよドラゴンズ! V2 - 楽曲のイントロ部分に名古屋弁の台詞が入っている。オリエンタルのCMのフレーズを転用した「V3もあるでよ！」で終える。
- モエドラおばさんラップ - 燃えよドラゴンズ!のパロディで、サビ以外はすべて名古屋弁の台詞。
- 愛知はDAGAYA
- 名古屋はええよ!やっとかめ
- へこんだ気持ち 溶かすキミ -U-ka's 名古屋弁 ver.-
- 戦国武将のララバイ―原語版
- DA.GA.NE - DA.YO.NEの名古屋弁版。
- てっぺんとったるて! - NMB48の「てっぺんとったんで!」の名古屋弁カバー。
- ヒプノシスマイク -Division All Stars-＋ - ナゴヤdivision「Bad Ass Temple」のメンバーの1人天国 獄(あまぐに ひとや)のパート中に「ようけおる」｢だだくさ｣｢だもんで｣などの歌詞が出てくる。
- NAGOYA'N'イングリッシュ
- あいされたいやつらのひとりごと～青春名古屋篇～ - MANNISH BOYS/アルバム"Ma!Ma!Ma!MANNISH BOYS!!!"(2012)収録
- 海老振り屋 - オメでたい頭でなにより/ミニアルバム"○"(2017)収録
- 名古屋名物 - 民謡
- 知らざあ言って聞かせやSHOW - TOKONA-X(2004)

### 小説
- 1980アイコ十六歳
- 名古屋1997
- やっとかめ探偵団
- ミステリなふたり
- 異世界駅舎の喫茶店

### アニメ
- 47都道府犬 - 声優バラエティー SAY!YOU!SAY!ME!内で放映された短編アニメ。郷土の名産をモチーフにした犬たちが登場する。愛知県は、エビフライがモチーフの愛知犬として登場し、『〜だがね』など話す。声優は愛知県出身の戸松遥が担当している。
- デジモンアドベンチャー02 - アルマジモンが名古屋弁を話す。
- 幽霊城のドボチョン一家 - 日本語吹き替え版ではドラキュラ伯爵（声優は名古屋出身の南利明）が名古屋弁で話すなど、原語版以上にコミカルさが強調されている。
- 宇宙忍者ゴームズ - 日本語吹き替え版では悪魔博士（声優は南利明）が名古屋弁で話す。
- キャッ党忍伝てやんでえ
- ロビーとケロビー
- センチメンタルジャーニー
- ミス・モノクローム
- ソニックX
- 桃太郎伝説
- ジュエルペット
- モンスターファーム
- 獣旋バトル モンスーノ
- 魔動王グランゾート
- それいけ!アンパンマン - ういろうまんが名古屋弁を話す。
- アイドルタイムプリパラ

### テレビドラマ
- てなもんや三度笠 - 南利明演じる鼠小僧が名古屋弁で話す。
- 赤かぶ検事奮戦記（小説・テレビドラマ）
- 親の出る幕（NHK銀河テレビ小説） - 名古屋・円頓寺を舞台にした)田中好子主演のドラマ。満遍なく名古屋弁が使われている。
- 細うで繁盛記
- 信長 KING OF ZIPANGU
- 名古屋嫁入り物語
- なごや千客万来

### 特撮ヒーロー
- 黄金鯱伝説グランスピアー
- 特警ウインスペクター - ロボットのバイクルが名古屋弁を話す。声優の篠田薫は愛知県出身。
- ビーロボカブタック
- 仮面ライダークウガ - 16話にて一条薫が名古屋弁を使う。役者の葛山信吾は三重県出身。
- 五星戦隊ダイレンジャー - 29話～　亀夫/超気伝獣ダイムゲン(声)　成瀬富久(2代目)は愛知県出身。
- 電磁戦隊メガレンジャー - 28話
- 特捜戦隊デカレンジャーVSアバレンジャー
- 獣拳戦隊ゲキレンジャー - 29～30話　臨獣オーストリッチ拳チョウダ　声優の内匠靖明は愛知県出身。
- 炎神戦隊ゴーオンジャー - 13話　害水目蛮機獣ヒキガネバンキ　声優の内匠靖明は愛知県出身。

### コマーシャル
- 金鳥アミライト
- オリエンタル (食品メーカー) - CMで「ハヤシもあるでよ〜」という名古屋弁のフレーズを使用し、流行語になったことがある。
- 鎌倉ハム
- NTP名古屋トヨペット（2016年）
- 劇場版『名探偵コナン 緋色の弾丸』名古屋弁特報

### 漫画
- うちのトコでは（漫画） - 擬人化された「愛知」というキャラが名古屋弁を話している。
- Dr.スランプ - ニコチャン大王というキャラクターが名古屋弁を使用する。そのほかのキャラクターも、「〜ちょ」など名古屋弁由来の表現を使う場面がある。作者の鳥山明は愛知県出身（清洲町または名古屋市）。
- 八十亀ちゃんかんさつにっき  - 名古屋ネタが多く登場するドタバタコメディ4コマ漫画。名古屋弁を話す八十亀最中という女子高生が主人公。
- パンゲアの娘 KUNIE
- 人類ネコ科 - 作者のみず谷なおきは愛知県在住。
- ドリル園児
- LASTMAN
- まじかる☆タルるートくん
- モンスターキネマトグラフ
- サイクロプス少女さいぷ〜
- こえたま
- ハクバノ王子サマ
- みんなミュージカル!
- ぷくぷく天然かいらんばん
- お憑かれさん
- 炎の転校生
- 静かなるドン
- BLEACH
- 黄金のラフ〜草太のスタンス〜
- ボボボーボ・ボーボボ
- 瀬戸の花嫁
- てんむす
- BECK
- Happy! (漫画)Happy!
- デュエル・マスターズ
- KEYMAN -THE HAND OF JUDGMENT-
- YAIBA
- APPLESEED XIII
- 夢みるトマト - 石坂啓
- のぼさんとカノジョ？
- きっと愛してしまうんだ。 - 一井かずみ
- 名古屋以外全部壊滅 - 藤山佑
- AB,フリャー - 家田荘子・清水洋三
- コンパイラFX

### ゲーム
- スーパーアドベンチャーロックマン
- プロ野球?殺人事件!
- リップルアイランド
- メダルのガンマン
- がんばれゴエモン3 獅子重禄兵衛のからくり卍固め
- 電車でGO! 名古屋鉄道編